# ایرانیان بحرین
ایرانیان بحرین (به عربی: ایرانیو البحرين)، یا عجم بحرین (به عربی: عجم البحرين) همچنین به نام پارسیان بحرین (به عربی: فُرس البحرين)، مردمانی از ریشهٔ ایرانی گفته می‌شود که در کشور بحرین زندگی می‌کنند که در قرن نوزدهم و بیستم (۱۸۰۰~۲۰۰۰ میلادی) از استانهای جنوبی ایران، از جمله فارس، بوشهر و هرمزگان، و کهگیلویه(دهدشت) و بلوچستان به این کشور مهاجرت نمودند. با توجه به این که کشور بحرین در بیشتر تاریخ خود پاره‌ای از کشور ایران به‌شمار می‌آمده ایرانیان در این کشور تاریخ طولانی دارند.

## مردم بومی
مردمان بحرین بومی خود را بحارنة (Baḥārna) نه عرب می‌نامند. به گفته رابرت برترام سرجنت، بحرانی‌ها ممکن است آخرین «نوادگان کسانی باشند که از جمعیت اصلی مسیحیان (آرامائی‌ها)، یهودیان و پارسیان باستانی (زرتشتیان) که در زمان فتح عرب‌ها در جزیره و استان‌های ساحلی شرقی عربستان سکونت داشتند به اسلام گرویدند» باشند. بحرانی‌ها بر اساس ژن‌هایشان عمدتاً از قومیت‌های بومی عرب شرقی هستند و درصد کمی از ژن‌های ایرانی دارند. برخی از آنها همچنین دارای ژنهای اسپانیایی و پرتغالی هستند. برخی از آنها جابجبایی مکرر بین بحرین و ایران داشتند.
برخی از بحرانی‌ها و عجم‌ها احتمالاً با یکدیگر اختلاط داشته‌اند و این امر به بسیاری از بحرینی‌ها این ادعا را می‌دهد که دارای ریشه‌های ایرانی هستند.: 53  علاوه بر این، بخش قابل توجهی از بحرانی‌ها و همچنین بسیاری از اماراتی‌ها می‌توانند بخشی از اجداد خود را به ریشه‌های ایرانی، اغلب از طریق مادربزرگ‌هایی در دو یا سه نسل پیش در دوران قبل از نفت، نسبت دهند. این ارتباط ممکن است آن‌ها را به عنوان یک گروه قومی مختلط یا میانی متمایز مطرح کند.: 43 
برخی از خانواده‌ها که از سادات هستند نیز به نظر می‌رسد که تعلق ژنتیکی به گروه J2 نشان می‌دهند، از جمله خانواده‌های آل‌علوی، آل‌موسوی، آل‌قصاب و غیره. علاوه بر این، برخی از اینها مهاجرت‌های مکرری بین بحرین و خوزستان داشته‌اند (یا ادعا میکنند)، به ویژه خانواده القارونی که مجبور به مهاجرت مجدد شدند پس از آنکه کمپین آزار و اذیت فارس‌ها علیه اعراب محمره شدت گرفت. برخی از اعضای این خانواده به صورت فعال سیاسی در صفوف جنبش ملی عرب حضور داشتند که برای بازگرداندن حکومت عربی فعالیت می‌کرد. برخی نمونه‌ها نشان می‌دهند که آن‌ها به گروه هاپلو J2 (قفقازی، غرب آناتولی، غرب ایرانی) تعلق دارند. سایر بحرانی‌ها در واقع به آن‌ها به عنوان "محمری‌ها" ( منظورشان خرمشهری ها یا خرمشهری شدن) اشاره می‌کنند که به مهاجرت آن‌ها بازمی‌گردد. آنها با عربی خوزستانی گفتگو می‌کنند و از فارسی یا خوزستانی متوجه می‌شوند. با وجود غیرقابل قبول بودن از نظر اجتماعی (در میان بحرانی‌ها)،: 53  برخی از بحرانی های خوزستان بار دیگر با ایرانیان شیعه آمیخته شدند.

## مفاهیم ساده
- ملیت: این به کشوری که فرد در آن تابعیت دارد اشاره دارد. این یک وضعیت قانونی است و می‌تواند از طریق فرایندهایی مانند تابعیت تغییر کند. برای مثال، فردی که در بحرین متولد شده و تابعیت بحرینی دارد، از نظر ملیت بحرینی است. همه ایرانیان بحرین در بحرین بحرینی هستند زیرا ملیت بحرینی دارند، مانند سایر گروه‌ها در بحرین، مشابه اعراب ایران (مردم اهواز و عبدان و خرمشهر)، روس‌ها، آفریقایی‌های ایران که ملیت ایرانی دارند.
- زبان: این یک سیستم ارتباطی است که توسط یک جامعه یا کشور خاص استفاده می‌شود. زبان می‌تواند آموخته شود و به نژاد یا ملیت فرد بستگی ندارد. به عنوان مثال، یک بحرینی ایرانی ممکن است هم عربی و هم فارسی صحبت کند، مانند عرب‌های خوزستان.
- نژاد/نیاکان: مفهومی است که برای دسته‌بندی انسان‌ها بر اساس ویژگی‌های ظاهری مانند رنگ پوست، ویژگی‌های صورت و نوع بافت مو استفاده می‌شود و اغلب اعتقاد بر این است که با نیاکان و ژنتیک مرتبط است. برخی افراد معتقدند که چیزی به نام "نژاد" وجود ندارد و این مفهوم یک ساختار اجتماعی است زیرا "نژاد" اصطلاحی است که تعریف دقیقی ندارد. در مقابل نژاد، "نیاکان" بر مبدا جغرافیایی اجداد یک فرد (والدین، پدربزرگ و مادربزرگ و فراتر از آن) تاکید دارد.[۱۶][۱۷] از نظر علمی، نسبت دادن یک فرد به نژاد مادر یا پدرش به تنهایی نادرست است زیرا ژنتیک از هر دو والدین به ارث می‌رسد.[۱۸][۱۹][۲۰] انسان‌ها بیش از ۹۹٫۹٪ از DNA خود را به اشتراک می‌گذارند و نژاد تحت تأثیر ترکیبی از عوامل ژنتیکی، محیطی و اجتماعی است.[۲۱] ایده ارث بردن ژن‌های پدر فقط یک ایده وارونه در میان اعراب بادیه نشین رایج بود.[۲۲][۲۳]
- عجم: واژگانی است که به‌صورت محلی توسط ایرانیان بحرینی برای اشاره به خود استفاده می‌شود، مثلاً «مأتم العجم الکبیر» (حسینیه عجم بزرگ)،[۲]: 29–30  هنگامی که این کلمه به کار می‌رفت، عمدتاً برای اشاره به فارسی‌زبانان (فارس‌ها/پارس‌ها) در این منطقه استفاده می‌شد، درست مانند زمانی که ایران پارس/فارس نامیده شد و بعدها به ایران تغییر یافت و شامل نژادهایی مانند کرد و ترک شد.[۲]: 27–30  بر علاوه از اعراب ایران و نژادهای دیگر. از دیرباز، این اصطلاح در بحرین برای اشاره به هر کسی که از ایران مهاجرت کرده و در فرقه شیعه باشد، به کار می‌رفته است.[۲۴][۲۵] این شامل بود پارسیان (مانند لرها ولارستانی/اچمی‌های شیعه بیخی‌ و اچمی)، عرب‌های ایران، بندری‌ها، ترک‌های ایران، آفریقایی‌های ایران، بر علاوه از همه مردم بشاگرد، بیرم، دشتی، بندرعباس، میناو (میناب) و سایر مناطق با اکثریت شیعه (متأثر از حکومت صفویه)،[۲۶] نیز به‌عنوان عجم شناخته می‌شوند. این نام معمولاً برای اشاره به آچمی‌ها در جنوب ایران و خلیج فارس نیز به کار می رود.[۲۷] در اصل، این اصطلاح شامل همه کسانی که «غیر عرب» هستند، می‌شود. به یکی از عجم «عجمی» میگویند.
- پارسیان (به انگلیسی: Persians): فارس‌ها/پارس‌ها (پارسیان)، نامی/اصطلاحی که به گروه‌های قومی‌ای اطلاق می‌شود که از نیاکان پارسیان باستان هستند. اما اكنون استفاده میشود از اکثریت فارسی زبانان (کسانی که در شهرهای بزرک ایران زندگی می‌کنند).[۲۸] در اصل این اصطلاح اطلاق میشود به کسانی که ریشه پارسی اصیل دارند، اما‌ شامل زیرگروهای مانند لرها، اچمی‌ها، و تاجیک‌ها که زبان قومی شان ریشه پارسی دارند.[۲۷][۲۹][۳۰][۳۱][۳۲][۳۳][۳۴] در زبان عربی به یک فرد پارسی «فارسی» (به انگلیسی: Persian) و به جمع آنها «فُرس» (Persians) می‌گویند.
- گرایش سیاسی: این موضوع با توجه به زمان و مکان متفاوت است. به عنوان مثال، بیشتر ایرانیان «ایران» امروز زندگی و تفریحات را دوست دارند، باز و مدرن و متواضع لباس می‌پوشند، در حالی که بحرانی‌ها، مردم بومی بحرین، کاملاً برعکس هستند. آنها بیشتر لباس‌های تیره می‌پوشند، حجاب کامل دارند، موسیقی گوش نمی‌دهند، با موسیقی و تفریحات مخالفند و به جمهوری اسلامی گرایش دارند.[۳۵][۳۶] و سایر اهل بحرین بسیار مذهبی شدند پس از انقلاب.[۲]: 96–101

## ژنتیک

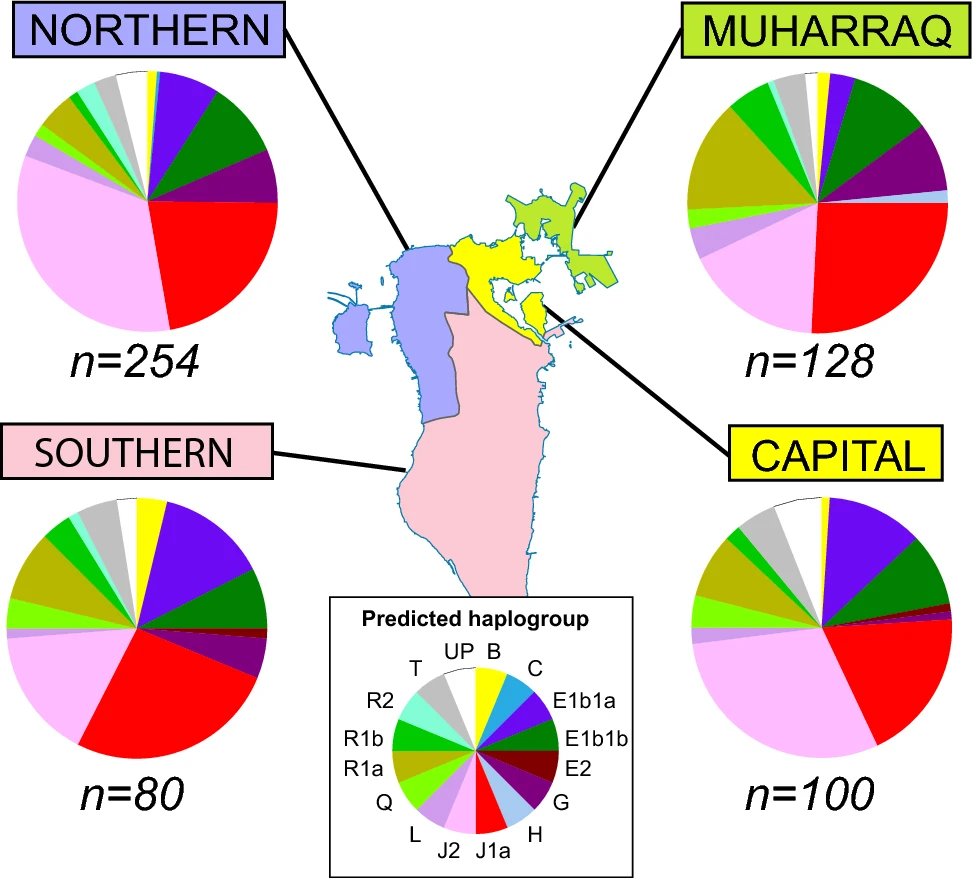
نسبت هاپلوگروه های ژنتیکی پیش بینی شده در چهار استان بحرین مشاهده شده است (2020 میلادی)

بر اساس ژن‌هایشان، اکثر بحرینی‌ها غیر عرب هستند.  بر اساس یک مطالعه در مورد "دی‌ان‌ای کروموزوم Y" از طریق خط پدری که در سال ۲۰۲۰ انجام شده است، پیش‌بینی هاپلوتیپ‌ها نشان می‌دهد که هاپلوتیپ J2 (J-M172) رایج‌ترین در جمعیت بحرینی است و ۲۷.۶٪ نمونه را شامل می‌شود (اکثریت در استان پایتخت و استان شمالی جای بحرانیان و عجم‌ها). این هاپلوتیپ‌ گفته میشود ریشه در قفقاز، آناتول، یا غرب ایران دارد. دومین اکثریت گروه در ایران مرتبط به مردم نیاهندواروپایی هندواوروپایی و اقوام ایرانی.
پس از آن:
- J1 (۲۳.۰٪) (مرتبط به اعراب و اعراب هوله - اکثریت در استان جنوب و اقلیت در استان پایتخت و شمالی).[۳۷]
- E1b1a (۸.۹٪) (مرتبط به آفریقایی ها و سیاه پوستان).[۳۷]
- E1b1a (۸.۶٪) (مرتبط به شمال آفریقا و شاخ آفریقا).[۳۷]
- R1a (۸.۴٪) (اکثریت در استان محرق و اقلیت در جنوب).[۳۷] اکثریت گروه در ایران، شرق و شمال و جنوب ایران و مرتبط به مردم نیاهندواروپایی هندواوروپایی و اقوام ایرانی.

هاپلوتیپ‌های دیگر (G, T, L, R1b, Q, R2, B2, E2, H و C) با فرکانس‌های کمتری ظاهر می‌شوند.
ژن های ایرانیان بحرین به ایران برمیگردد (حتی اگر فارسی نه بلد باشند)، هاپلوتایپ‌‌ها L, J2, R1a, R1b, G و Q که در جمعیت بحرینی شیوع دارند، با جمعیت ایرانی‌های بحرین مرتبط هستند و می‌تواند نشان‌دهندهٔ ارتباط تاریخی و نژادی بحرین با ایرانیان باشد.

## ترکیب قومی ایرانی‌تباران
مردم ایرانی تبار همیشه سابقه طولانی در این جزیره داشته‌اند که قدمت آن قبل از اسلام است. ایرانیان بحرین در این جزیره ساکن بودند و به مرور زمان زیاد شدند و با جوامع دیگر در ارتباط بودند.: 6  آنها فرزندان مهاجرانی هستند که در قرن نوزدهم و بیستم (۱۸۰۰~۲۰۰۰ میلادی) از استانهای جنوبی ایران، از جمله فارس، بوشهر و هرمزگان، و کهگیلویه(دهدشت)، و بلوچستان به این جزیره مهاجرت نمودند. تعداد آن‌ها (فارسی زبانان فقط) در سال ۱۳۸۸ شمسی (۲۰۰۹ میلادی)، حدود صد هزار نفر تخمین زده می‌شد.: 7  ملیت بحرینی دارند و برخی از آنها دارای گذرنامهٔ ایرانی (از زمان شاه) نیز می‌باشند. مردمان ایرانی‌تبار در بحرین از اقوام مختلفی تشکیل شده‌اند، از جمله:
- مردم بوشهر: مردم بوشهر از مناطق مختلف استان بوشهر مانند تنگستان، دشتی، بوشهر، دشتستان، گناوه، دیلم به بحرین سفر کردند که جامعه «عجم بحرین» را تشکیل می‌دادند و به دلیل مشارکت در تنوع فرهنگی و اجتماعی جزیره شناخته می‌شدند. خانواده بوشهری پس از مدرسه آمریکایی، اولین مدرسه را در بحرین افتتاح کردند (که پس از انقلاب بسته شد).[۴۲][۴۳][۴۴] و «ماتم العجم الکبیر»... فارس‌های بوشهر به فارسی بوشهری/بحرینی علاوه بر عربی محلی صحبت می‌کنند.[۲]: 8  اکثریت شان فارس/ایرانی/عجم (لر، برازجانی، تنگستانی، دیلمی، دشتی، اچمی بردستانی، شاباتکاری… ‌) هستند و اقلیت عرب.
- مردم اچمی، عجمی‌ها، لاری‌ها، لارستانی ها، یا اچم/عجم (معروف هستند به نام «خودومونی‌ها» - کلمه به معنای «بخشی از خودمان» است):[۲۷][۳۳][۳][۴۵][۴۶] گروهی از  نوادگان مردمان لارستانی (که ریشه در قبایل یوتی‌ها دارند) که در بحرین زندگی می‌کنند، فرزندان مهاجرانی هستند که در قرن نوزدهم و بیستم (۱۸۰۰~۲۰۰۰ میلادی) از استانهای ايراهستان به بحرین مهاجرت کردند.[۲][۳][۴][۴۷] «هوله» برای اشاره به سنی‌مذهبان و «عجم» برای اشاره به شیعیان به کار می‌رفت تا تمایز مذهبی مشخص شود (تا بین آنها تفرقه ایجاد کند). بیشتر آنها دو زبان بلد هستند اما نسل‌های جدیدی بیشتر با عربی محلی سخن می‌گویند.[۲۷] ایرانی تبار (ایرانی‌آریایی/ایرانیک) هستند.[۳][۴۸]
  - گروه اچم‌های/عجم‌های شیعه: گروهی عمدتاً از شیعه مذهب از «خودمونی‌ها» برخی از آنها خود را در زبان محلی «عجم» می‌نامند،[۲۷][۴۹][۵۰] و به فارسی بوشهری/بحرینی (در بحرین به نام عجمی/اچمی) صحبت می‌کنند بر علاوه از عربی محلی، زیرا در آن دوران بیشتر جامعه بوشهری‌ها را تشکیل می‌دادند (به دلیل فرقه مذهبی مشترک و زمان مهاجرت از طریق معاشرت با آنها زبان شان گرفتند). از شهرهای مانند بیرم، میناو (میناب)، لامرد، مهر، خنج (غرب) و بندرعباس به بحرین مهاجرت کردند. دلیل نامگذاری آنها:
    - شاید برای اینکه به غیر عرب بودن خود اذعان می‌کنند و به آن افتخار می‌ورزند.
    - شاید برای اینکه تمایز خود از عجم/اچم‌های سنی‌مذهب که به عمد خود را «عرب» یا «هوله» می‌نامند.[۵۱]

  - گروه اچم‌های/عجم‌های سنه: گروهی عمدتاً از سنی مذهب از «خودمونی‌ها» اکثریت از اینا خودشان در محلی «هوله» می‌نامند[۲]: 29–30 [۵۰] اقلیت به زبان لارستانی/اچمی/لاری (در بحرین به نام «خودمونی») صحبت می‌کنند بر علاوه از زبان عربی محلی، برخی ها هم فارسی بلدند.[نیازمند منبع] از شهرهای مانند لار، بستک، جناح، خنج (شرق) و غیره به بحرین مهاجرت کردند. دلیل نامگذاری آنها:
    - مهاجرت همزمانی: شاید برای اینکه مهاجرت همزمان اعراب ساحلی و «خودمونی‌های» سنی‌مذهب باعث شد هر دو گروه با نام «هوله» شناخته شوند، در حالی که قبلاً تمایز وجود داشت.[۵۰]
    - جابجایی‌های مکرر: شاید برای اینکه «خودمونی‌های» سنی‌مذهب به دلیل جابجایی‌های مکرر، کلمه «حولنا» (به معنی «حرکت کردیم») را به اشتباه در فارسی تلفظ می‌کردند که منجر به «هوله» شد. «هوله‌های» واقعی، اعراب ساحلی هستند.[۵۰]
    - خلط عمدی: شاید برای اینکه آنها می‌خواهند خود را از ایرانیان بحرین «شیعه» جدا کنند و به همین دلیل خود را «عرب» (در بسیاری از موارد) معرفی کنند.[۲۵][۵۲] اما آنها را نباید با «هوله‌های اعراب ساحل» اشتباه گرفت، آنها همان مردم ایرانی هستند.[۲][۲۵][۲۷][۵۳] بر خلاف چیزی که «محمد حاتم غریب» نوشت سالها پیش.[۵۴] بر‌اساس یک مطالعه از سال ۲۰۱۳ میلادی، محققان گفتند که وضعیت زبانی و مذهبی پارسیان سنی در بحرین خاردار است و گاه عمدی بین «اعراب هوله» و «پارسیان سنی» خلط می شود.[۵۱] در حالی که بسیاری از اعراب احساس می کنند این «ساخت هویت جدید» برای ایرانیان سنی است.[۵۵] ویکی‌پدیای عربی عمداً نام‌های خانواده آچومی را به‌عنوان خانواده‌های عربی فهرست می‌کند، فقط دو منبع دارد که منبع دوم همان 10 خانواده عرب هوله را فهرست می‌کند که شامل خانواده‌هایی مانند «خنجی» و «فلامرزی» و «گله‌داری» نمی‌شود.[۵۶]

  - گروه اچم‌های بی‌دین:در میان آچمی‌های بحرینی، گروهی خداناباور/بی‌خدا/غیر مذهبی نیز وجود دارند که خود را بر اساس مذهب متمایز نمی‌کنند و ترجیح می‌دهند به همه آچمی‌های دیگر به سادگی «خودمونی» میگویند.[نیازمند منبع]
- اچمی‌های بیخی‌: این گرو‌ه با گویش گله‌داری که به زبان لری شباهت زیاد دارد و نزدیک است به زبان فارسی نو سخن میگوند. مردم گله‌دار‌ عمدتا از مهاجران لر که از کهگیلویه به مهر، گله‌دار‌ مهاجرت کردند.[۵۷] در‌ بحرین نام خانوادگی «كلداري» (گله‌داری) دارند.[۵۸] ایرانی تبار (ایرانی‌آریایی/ایرانیک) هستند.
- لُرها: گروهی از نوادگان پارسیان که در بحرین زندگی می‌کنند.[۲۹] این گروه شامل لُرهای ساکن مناطق مختلف ایران از جمله بوشهر و گناوه (گناوه‌ای‌ها)، بیرم و  کهگیلویه می‌شود و (احتمالا) شیراز. به فارسی بوشهری/بحرینی علاوه بر عربی بحرینی و بحرانی صحبت می‌کنند. اما زبان قومی‌شان در اصل لری است، ایرانی تبار (ایرانی‌آریایی/ایرانیک) هستند.
  - ممسنیها[۵۹]: در استان فارس و شهرستان‌های ممسنی، بخش‌هایی از کازرون و رستم و بخش‌هایی هم از شیراز.
  - دهدشتی ها: در کهگیلویه و بخشی از جنوب شرق استان خوزستان.
  - گناویها: از گناوه.
- بلوچ‌ها: گروهی از نوادگان پارسیان و پارتیان که در بحرین زندگی می‌کنند.[۳۰] مردم بلوچ که از منطقه بلوچستان (پاکستان و ایران) و از بشاگرد سرچشمه می‌گیرند، در کشورهای عربی حوزه خلیج فارس به ویژه در عمان، امارات متحده عربی، کویت، قطر و بحرین حضور چشمگیری دارند.[۶۰][۶۱] مهاجرت آنها به این مناطق را می‌توان به قرن‌ها پیش ردیابی کرد که عمدتاً ناشی از فرصت‌های اقتصادی، تجارت و اتحادهای سیاسی است.[۶۲][۶۳] مورخان قبول دارند که بلوچی‌ها یه قومیت که از نوادگان آریایی‌ها هستند.[۶۴] در بحرین این یک گروهی که عمدتاً سنی مذهب هستند (اما نه لزوما) و از بلوچستان ایران و پاکستان مهاجرت کرده‌اند. اینها، مانند خودمونی‌ها، به عربی بحرینی صحبت می‌کنند و برخی از آنها بلوچی هم می‌دانند. برخی هم فقط بلوچی بلدند و کمی عربی. همه آنها نژادی دارند که در نام خانوادگی آنها ذکر شده است (عربی: البلوشی). اگرچه بلوچ‌ها به‌طور سنتی عجم نامیده نمی‌شدند (به دلیل مذهبشان - سنی)، اما آن‌ها نیز زیر دسته بزرگ‌تری از ایرانیان غیرعرب قرار می‌گیرند، ایرانی تبار (ایرانی‌آریایی/ایرانیک) هستند.[۶۴]
- مردم کرد (کرمانجی): کردهای بحرین هم از نظر اجتماعی و هم از نظر اقتصادی در موقعیت ضعیفی قرار دارند. اگرچه برای کار غیر ماهر خود دستمزد بدی دریافت می‌کنند، اما از ترس اخراج نمی‌توانند شرایط بهتری را به دست آورند. بسیاری در بحرین شهروند نیستند. بسیاری از کردها برای تامین غذای خانواده خود هر شغلی که پیدا کنند را انتخاب می کنند. شغل سنتی کردها گله داری بز و گوسفند بوده است. در بحرین، آنها مجبور شده اند مشاغل جدیدی مانند ساخت و ساز، داشتن رستوران، مشاغل کوچک و تولید را بپذیرند.[۶۵][منبع بهتری نیاز است]
- بلوچکاره‌ها: گروهی از مردم هستند که در بشاگرد زندگی می‌کنند و حدود ۷۰ درصد جمعیت این منطقه را تشکیل می‌دهند. از نظر نژادی، بلوچکاره‌ها به اچمی‌ها، لرها و کردها شباهت دارند و پوست گندمگون تا سفید دارند. به دلیل تعاملات گسترده با بلوچ‌ها، به آنها بلوچکاره گفته می‌شود و در همسایگی بلوچ‌ها ساکن هستند. این گروه از ایرانی تباران (ایرانی‌آریایی/ایرانیک) هستند. محسوب می‌شوند.[نیازمند منبع]
- ایرانیان ترک‌زبان: این گروه شامل آذری‌ها و قشقایی‌ها می‌شود. اکثریت شان در شهر منامه زندگی میکنند.[۶۶] برخی از بیرم امده اند، به زبان ترکی با لهجه‌های آذربایجانی و قشقایی سخن میگویند. ایرانی تبار (ایرانی‌آریایی/ایرانیک) هستند محسوب می‌شوند و زبان اصلیشان زبان اذری بوده.[۶۷]
- بندری‌ها: از مناطق مانند بشاگرد، میناو (میناب) و بندر این گروه به گویش بندری از زبان فارسی صحبت می‌کنند.
- مردم شیراز: در بحرین نسبتاً تازه‌وارد هستند. ایرانی (ایرانیک) تبار هستند.[نیازمند منبع]

- نتیجه اختلاط:
  - اعراب-عجمی: مانند اعراب ایرانی نتیجه آمیختگی بین اعراب (که سنی مذهب هستند) و اچم‌های سنی مذهب.
  - عجم‌های-بحرانی: نتیجه امیختگی بین بحرانیان (که شیعه مذهب هستند) و اچمی‌های شیعه مذهب.
  - لرهای-اچمی: نتیجه آمیختگی بین لر‌ها و اچمی‌ها به دلیل شیعه مذهب شان. به فارسی بحرینی/بوشهری سخن میگویند بر علاوه از عربی بحرینی و شاید هم انگلیسی.

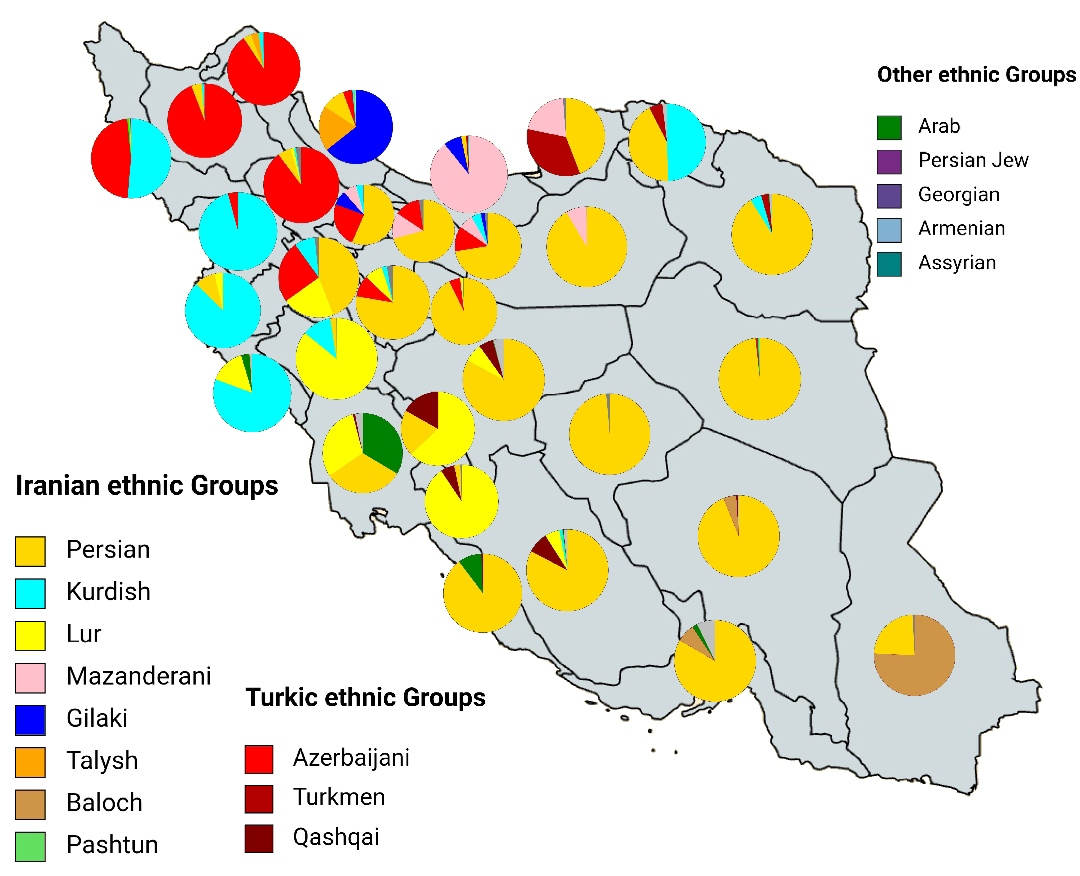
طبقه بندی قدیمی اقوام ایرانی که صرفاً لرستان/خودمونی را به عنوان بخشی از طبقه بندی بزرگتر «فارس ها» (پارسیان) طبقه بندی می کردند.

- گروه‌های عجم دیگر: این گروه‌ها به دلیل شیعه بودن شان یا به دلیل مهاجرتشان از ایران به بحرین، در گذشته با عنوان «عجم» شناخته می‌شدند:
  - اعراب ایران: این گروه شامل اعراب ساکن مناطق محمره/خرمشهر، عبدان/آبادان، اقلیت از عرب‌های بوشهر، و احتمالاً سایر بخش‌های خوزستان (مانند اهواز) می‌شوند. قدیمیا با لهجه عربی نزدیک لهجه عراقی سخنن میگویند و از زبان فارسی متوجه می‌شوند.[۶۸][۶۹][۱۰]
  - آفریقایی‌های ایران: یه اقلیت از آفریقایی های جنوب ایران که با عجم بحرین از شهرهای جنوب ایران (مانند میناب، بشاگرد و بندرعباس) به بحرین مهاجرت کرده اند.[۷۰]
  - جت/جات‌ها: از هرمزگان (بشاگرد، بندر عباس) و بلوچشتان، نوادگان ماساژت‌ها سکایی که برای مدت طولانی در هند اقامت داشتند و تحت تأثیر فرهنگ و محیط هند قرار گرفتند. آریایی تبار هستند.[۷۱]
  - براهوی ها و استادان: از بشاگرد و میناب.
  - روس‌های ایران: از بشاگرد.

## زبان‌ها
ایرانیان بحرین زبان فارسی و اچومی/لارستانی را گرامی می‌دارند و اصرار دارند به فارسی سخن بگویند، بنابراین این زبان‌ها را نسل به نسل آموخته‌اند. بسیاری از آنان در مکان‌های خصوصی و عمومی به فارسی سخن می‌گویند، فرزندانشان بیشتر با عربی (بحرینی) سخن می‌گویند. عجم‌ها به قومیت فارسی خود افتخار می‌کنند و بسیاری از آن‌ها اصرار دارند که به زبان فارسی صحبت کنند، حتی اگر با زبان عربی مخلوط شود. زبان‌های ایرانی که در بحرین صحبت می‌شوند بیشتر شفاهی هستند و نه نوشتاری. وقتی آن‌ها این زبان‌ها را می‌نویسند، معمولاً به جای نوشتن «ث» از «س» استفاده می‌کنند (چون به نظر آن‌ها صدای «ث» فارسی در مقایسه با حروف عربی این‌گونه است) و برای صدای «گ» یا «ق» از «ق» استفاده می‌کنند چون در لهجه محلی عربی «ق» این‌گونه (گ) تلفظ می‌شود. زبان‌های فارسی بوشهری/بحرینی و اچمی تفاوت‌های اندکی با فارسی معیار و فارسی تهرانی دارند، که از جمله نتیجه آمیختگی با عربی، ترکی، فرانسوی و زبانهای دیگر است. با این حال اصطلاحات این دو زبانها قدیمیترند و اصیل ترند از فارسی تهرانی، همچنین، این دو زبان‌ها تأثیراتی بر زبان عربی بحرینی (لهجه رایج در بحرین و لهجه اهل سنت) و زبان عربی بحرانی (لهجه بحرانی‌ها - مردم بومی/شیعیان) داشته‌اند و این تأثیرات به نسل‌های بعدی منتقل شده‌اند. زبان پارسی لارستانی با تهدید انقراض روبرو است.

### زبان فارسی بوشهری/بحرینی (عجمی)
فارسی بحرینی (عجمی) که خیلی نزدیک است به گویش بوشهری جنوبی،: 57–58  یه شاخه از شاخه‌های فارسی نو، ریشه در بوشهر دارد، دربحرین دارای ریشه‌ای متفاوت از شاخه‌های گویش‌های فارسی که در ایران صحبت می‌شوند است. این گویش واژگان آن به‌طور زیادی از زبان اچمی/لاری/لارستانی/ (خودمونی)، لُری و انگلیسی استبرگرفته شده است. این گویش هم نزدیک به گویش فارسی کویتی است. این رایج ترین زبان فارسی در بحرین است.
با بررسی‌های زبان‌شناسی مشخص شده است که گویش فارسی بحرینی یا بوشهری بحرینی (معروف به عجمی در بحرین)، علی‌رغم تأثیر زبان عربی، هنوز حاوی تعداد زیادی از واژگان اصیل پارسی است. به عنوان مثال، کلماتی مانند «خوراک» به جای «غذا» (کلمه عربی)، «لاغ/لاخ» به جای «جوراب» (همچنین، استفاده عربی محلی از «دو لاغ» به جای «جوراب»)، «ناشتا» به جای «صبحانه» (از «صبح» در عربی)، «سی تو» (سیت) به جای «برای تو» (برات) - فارسی معیار، یا «واسه تو» (واست) - تهرانی، «سه تو» (سیت/سهت) به جای «به تو» (بهت)، «سی مو» (سیم) به جای «برای من» (برام) یا «واسه من» (واسم)، «واز» (vaz) به جای «باز» (baz)، «چالو» به جای «روشن»، «مو» به جای «من»، «پیسه» به جای «پول»، «تایم» (انگلیسی) به جای «وقت»، «کیلاس» به جای «لیوان»، «شو» به جای «شب»، «گُت»  به جای «بزرگ» و «آو» به جای «آب»، «نو» به جای «جدید» - تهرانی (عربی)، «نه خشه/نه خشن» به جای «خوب نیست»، «حرف زدن»  به جای «سخن گفتن» (معیار) یا «صحبت کردن»، «سی کردن» به جای «تماشا کردن» (معیار) و «نگاه کردن» در این گویش به کار می‌روند. این نشان می‌دهد که ریشه‌های عمیق‌تر اندو-ایرانی (پارسی) در بحرین حفظ شده‌اند.

### زبان لاری/لارستانی (اچمی)
زبان اچمی، لارستانی، یا لاری (در بحرین به نام خودمونی): این زبان به جاماندهٔ فارسی میانه (پارسی پهلوی) است و دستور زبان خاص خود را دارد، این زبان اصلی «مردم لارستانی» است و چندتا گویشهای متفاوت دارد: بستکی، خنجی، گله داری، گراشی، جناحی، بیرمی، میناوی (مینابی). این زبان مربوط به دوره ساسانیان و پیش از آن می‌باشد.
در گویش‌های مختلف اچمی (لارستانی)، به جای هچکس می‌گویند «هیسکه» مثلاً (بستکی)، عبارات «زگرت بُدِسِّم»، «چَکَت بُدیم»، «زرت بُدِسَم»، و «زرت بُدیم» به معنی «شیک شدم» یا «تر و تمیز شدم» هستند. این عبارات در مناطق مختلفی از جنوب ایران مانند لارستان، بستک و لامرد به کار می‌روند. در فارسی بحرینی و عربی بحرینی نیز به ترتیب «زگرت شدم» و «صرت زگرت» استفاده می‌شود که برخلاف فارسی مدرن از کلمات خارجی مثل «شیک» (ترکی) استفاده نمی‌کنند. این تفاوت‌های زبانی نشان‌دهنده تنوع گویشی در مناطق مختلف جنوب ایران است و نشان می‌دهد که چگونه تأثیرات تاریخی و جغرافیایی به غنای فرهنگی و زبانی این منطقه افزوده است.

#### بیرمی
در حالی که اکثر فارس‌ها از حرف فاعلی «شین» (یعنی: ـش) در انتهای فعل استفاده می‌کنند تا آن را به فعل امری تبدیل کنند، بیرمی‌ها «ش» را در ابتدای فعل امری قرار می‌دهند. به عنوان مثال: «بکشش» به معنای آن را بکشید است و بیرمی‌ها می‌گویند «آش بکش». همچنین، «بزنش» یعنی او را بزن، و بیرمی‌ها می‌گویند «آش بزن»

#### میناوی
زیرشاخهٔ گویش بَشکَردی است و حدفاصلی است میان گویش‌های لارستانی و بلوچی و بشکردی در جنوب شرقی ایران.

### زبان لری
این زبان مرتبط به قوم لر است، چندتا گویش متفاوت دارد. زبان‌های لری خود به دو گروه لر بزرگ و لر کوچک تقسیم می‌شوند. زبان لری همانند زبان فارسی نواده‌ای از زبان فارسی میانه (پارسی پهلوی) است.

### زبان بلوچی
زبان مردم بلوچ، زبان بلوچی در پارهای موارد به فارسی میانه (پارسی پهلوی) قرابت پیدا می‌کند، و درجایی نیز به زبان زبان پارتی (پهلوی اشکانی).

### زبان ترکی
زبان ترکی: در مورد کسانی که از اقوام آذربایجانی و قشقایی هستند به زبان ترکی با لهجه‌های آن صحبت می‌کنند. این زبان هم تأثیر بر زبان عربی بحرینی و بحرانی داشت.

### عربی عجمی
برای مدت طولانی، ایرانیانی که به بحرین، کویت، امارات متحده عربی و شرق عربستان مهاجرت کرده بودند، به شیوه‌ای خاص حروف را تلفظ می‌کردند. (حروفی که در عربی به شکل متفاوت از فارسی تلفظ می‌شوند را در اینجا قرار دهید: ق در برابر گ، ح در برابر هـ، ظ در برابر ز ، ص در برابر س، ث (th) در برابر س (s)) و اغلب در اشاره به مذکر و مؤنث اشتباه می‌کنند، مثلاً "تعالی" (مؤنث) به جای "تعال" (مذکر) - معنای "بيا" را دارد. این گویش که به "عربی عجمی" معروف شد، در میان نسل‌های قدیمی ایرانیانی که به این مناطق مهاجرت کرده بودند بسیار رایج بود. برای مدتی این گویش منبعی برای طنز و تمسخر بود، اما ایرانیان این کشورها با آن کنار آمدند و پس از یادگیری عربی صحیح، از آن برای اهداف سرگرمی استفاده کردند. به عنوان مثال، بازیگر هُدا الخطیب (بازیگر خودمونی اماراتی که اصالتا ریشه در دژگان دارد)، در یک سریال تلویزیونی (عربي: مسلسل الدعله) به این گویش صحبت می‌کرد در حالی که آن را با فارسی مخلوط می‌کرد که در میان پارسیان جنوب خلیج فارس بسیار رایج است. او همچنین یک صحنه کامل دارد که در آن زبان عربی یاد می‌گیرد و آهنگ لارستانی/آچومی/خودمونی/بستکی «قلیون مه تشن قوری مه چایی یار نازنین جای تو خالی» را می خواند. در امارات هم رایج بود.

### عربی بحرینی
عجم بحرین علاوه بر زبان انگلیسی، زبان عربی رسمی را در مدارس دولتی نیز می آموزد، عمدتاً (اما نه لزوما) کسانی که به مدارس خصوصی می روند، انگلیسی خوبی دارند. با این حال، عربی رسمی در فعالیت‌های زندگی روزمره استفاده نمی‌شود، صحبت کردن در جمع یا خصوصی با دوستان، خانواده و همکاران معمولاً به گویش محلی (بحريني) انجام می‌شود. اکثر نوادگان ایرانیان/عجم بحرین در بحرین به این گویش صحبت می‌کنند، یا خلط می‌کنند. واژگان آن به‌طور زیادی از زبان اچمی/لاری/لارستانی (اچمی)، فارسی، ترکی و انگلیسی.

### زبان انگلیسی
بسیاری از نوادگان ایرانیان بحرین در بحرین از این زبان برای کار، مطالعه یا کار (داخل یا خارج کشور) استفاده می‌کنند. زبانی ضروری برای به دست آوردن جایگاه بالایی در جامعه مدرن بحرین. عجم بحرین همیشه به دلیل دوزبانه بودن به داشتن تلفظ خوب انگلیسی معروف بوده‌اند، زیرا زبان عربی شامل حروفی است که مانند حروف انگلیسی صدا می‌دهند، مانند (ث/th) که در زبان عربی وجود دارد ولی در زبان‌های ایرانی نیست و فارسی شامل حروفی مانند (P/پ) است که در زبان‌های ایرانی وجود دارد ولی در زبان عربی نیست. این موضوع همچنین باعث شده است که آن‌ها در شرکت‌هایی مانند "باپکو" (شرکت نفت بحرین) توسط همکاران بحرانی (بحرانیان) و عرب/اعراب مورد آزار و اذیت قرار گیرند.

## فرهنگ
فرهنگ ایرانیان بحرین در بحرین با غذاها و موسیقی ایرانی پیوند عمیقی دارد. در بسیاری از مراسم و عروسی‌ها، دستمال‌بازی و موسیقی ایرانی از جنوب و شمال ایران و همچنین موسیقی جنوب خلیج فارس مانند گروه‌های «سلطانیز» و «میامی» رایج است.

### موسیقی

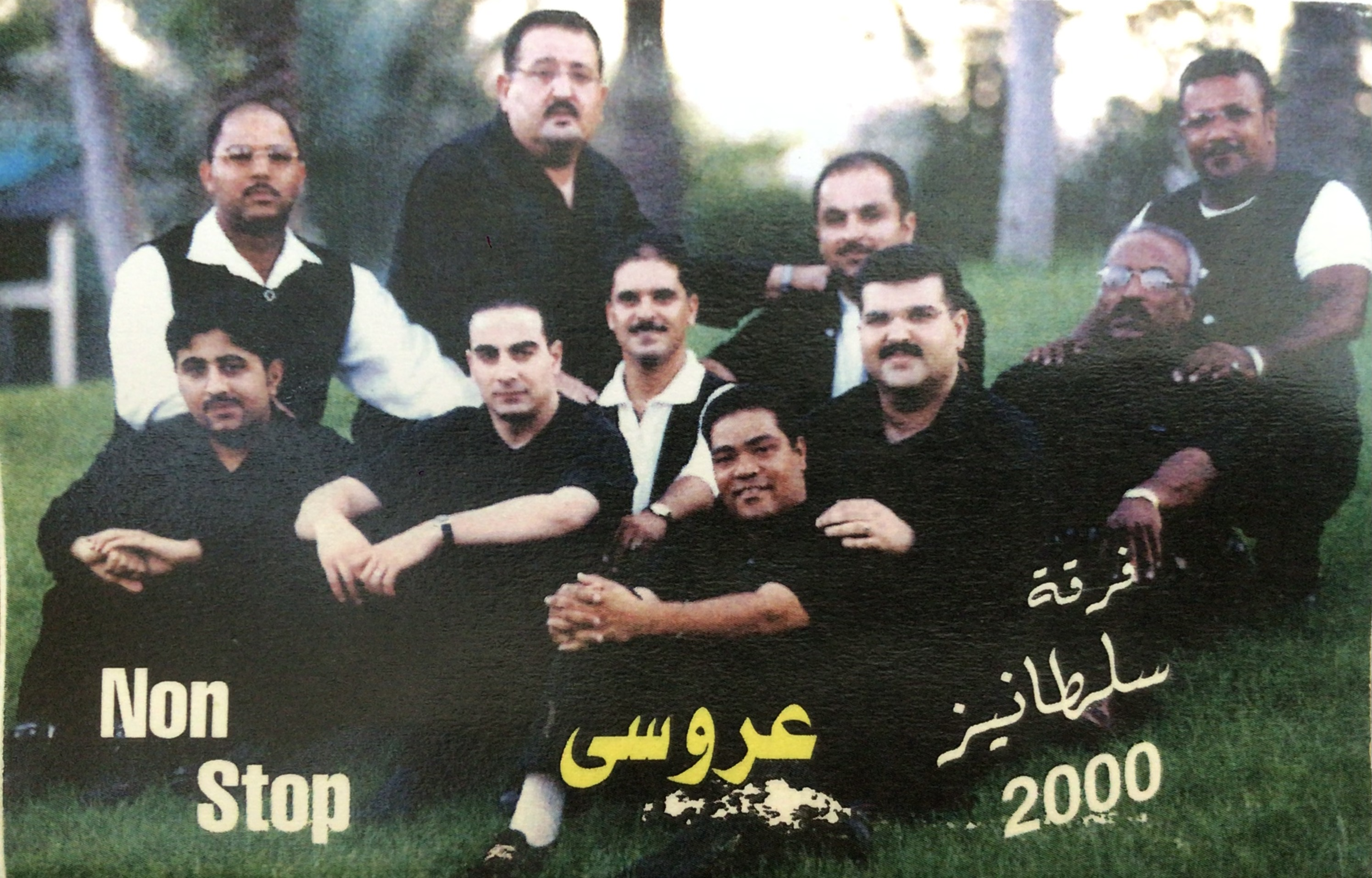
گروه سلطانیز همانطور که در آخرین آلبومشان "عروسی بدون توقف" ظاهر می‌شوند

گروه «سلطانیز» (گروه آواز خودمونی) یک گروه موسیقی از ایرانیان بحرین بود که ترانه‌هایی «بندری» به زبان‌های فارسی، و فولکلور لارستانی به اچمی (با گویش بستکی) - مانند «اسمش نادانم»، و عربی بحرینی منتشر کرده است. این گروه در بحرین به نام «فرقة سلطانیز» شناخته می‌شود. نخستین آلبوم این گروه در سال ۱۹۸۹ میلادی و آخرین آلبوم در سال ۲۰۰۳ میلادی منتشر شد. خواننده اصلی گروه «احمد سلطان» بود و از محبوب‌ترین ترانه‌های این گروه می‌توان به «ناز اَکن ناز اَکن» اشاره کرد. سلطانیز در دهه نود به دلیل آمیختن سازهای عربی با آواز ایرانی، برای ترانه‌های معروفی «چایی چایی»، «رفتم بباغ» و «به خدا خود بدا» شناخته شده بود. این گروه در تلویزیون بحرین و جشنواره‌های موسیقی روی صحنه رفته و بر نوازندگان و خوانندگان جدید بندری/جنوبی ایران تأثیر گذاشته است. مثلا، «نازکن» در ۲۵ ژوئن ۱۹۹۰ منتشر شد و کوروس - ناز نکن - که بعداً منتشر شد، از ترانه «سلطانیز» الهام گرفته است. به همین واسطه از «سلطانیز» به عنوان یکی از اثرگذارترین بندهای موسیقی جنوبی ایران یاد می‌شود. گروه «میامی» نیز یک گروه کویتی بود که برخی از اعضای آن به فارسی می‌خواندند، اما همه آنها ایرانی نبودند. دیگر گروه‌های آواز ایرانی ببحرینی عبارتند از:
- فرقة الکواکب البحرینیة
- فرقة شارکس البحرینیة
- فرقة الغرباء البحرینیة
- فرقة الدانة البحرینیة (گروهی از خانواده جناحی)
- فرقة السلام البحرینیة

این آهنگ‌ها، به‌عنوان نشانه‌ای از هویت آچومی‌های بحرین، باقی مانده‌اند. آن‌ها هر از گاهی به این آهنگ‌ها گوش می‌دهند تا یادآور ریشه‌هایشان باشد. به همین دلیل، بسیاری از ایرانیان امروز (مردم از ساکن ایران و خارج از کشور)، تلاش‌های این گروه‌ها (به ویژه «سلطانیز») را به رسمیت می‌شناسند و همچنان با بازخوانی و تنظیم دوباره (ریمیکس) آثار آن‌ها، قدردانی خود را نشان می‌دهند. هنر موسیقی جنوب ایران با آثار هنرمندانی همچون «سندی» و «بویز» و «عرفان طهماسبی» و «اروین بستکی»، ادامه دارد و نشان‌دهنده تداوم تأثیر موسیقی بندری است که با گروه‌هایی مانند «سلطانیز» آغاز شده بود، بر علاوه از خوانندهای بحرینی مانند حسین اسیری.
ساز «هبان» که در خلیج جنوبی هست، دقیقاً همان ساز «نی انبان/همبان» است که توسط ایرانیان اقوام مهاجر از ایران به کویت و بحرین وارد شده است.

### خوراک و تفریحات
این بخش به دنیای پرطعم و رنگ غذای جوامع «خودمونی» «لری» و «فارسی» و «ترکی» در بحرین، کویت و امارات متحده عربی می‌پردازد. بر خلاف تصور رایج، این لذیذی‌های آشپزی، اصالتی عربی ندارند، بلکه میراثی گرانبها هستند که نسل به نسل در میان خانواده‌های «آچمی/لاری/لارستانی» که قرن هاست این کشورها را خانه خود می‌دانند، منتقل شده است. محبوب‌ترین غذاهای «خودمونی» در بحرین می‌توان به اینا را اشاره کرد، مانند:
- مهوه (به عربی: مهیاوه).[۹۹]

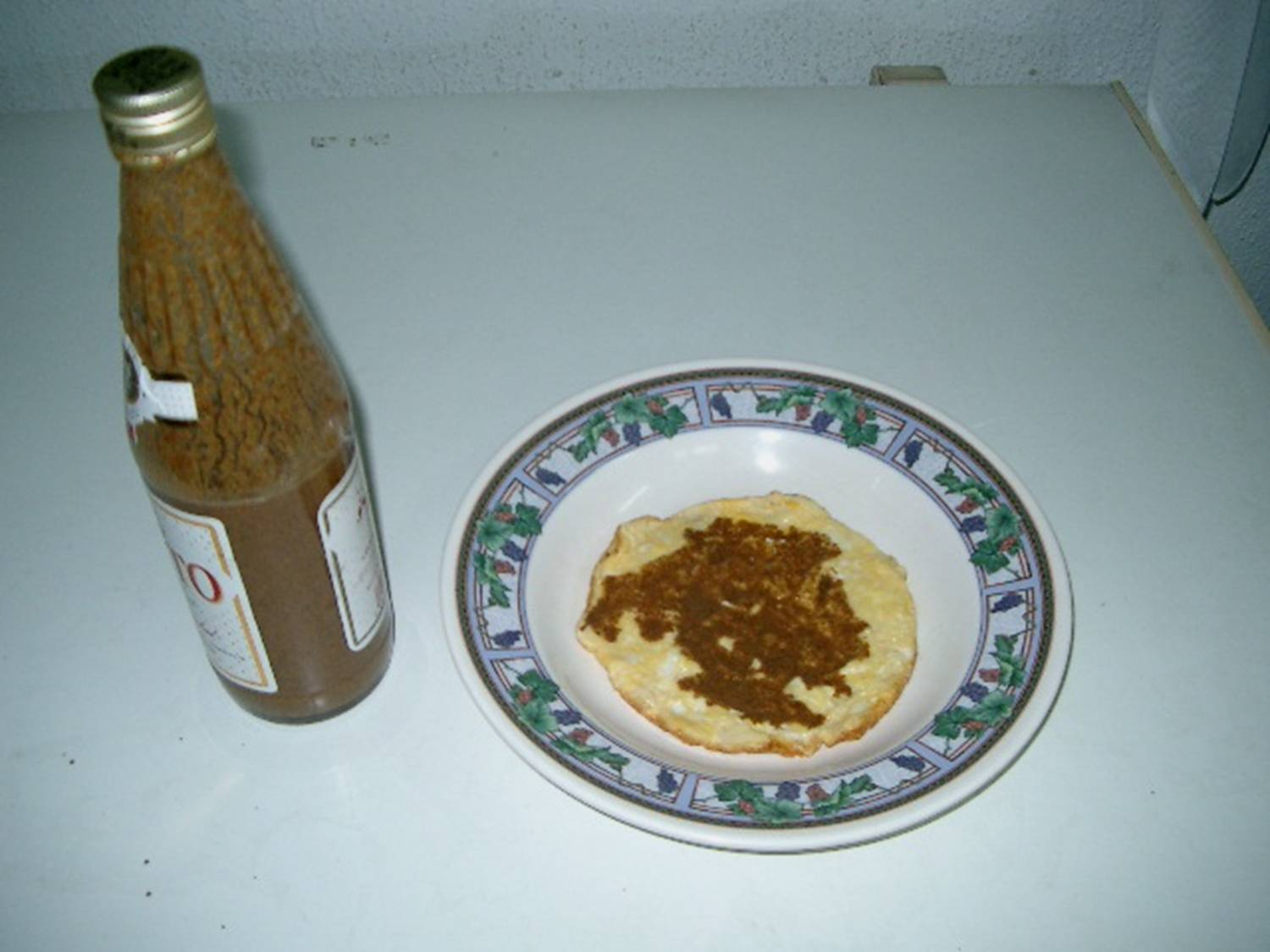
مهیاوه (مهوه)

- رنگینگ (به عربی: رنقينه/رنگینه) - حلوی شیرینی که تهیه میشود از خورما. رایج در کرمان، فارس، بوشهر، هرمزگان و خوزستان، بحرین، کویت و امارات.[۱۰۰][۱۰۱]
- نان رگاگ (به عربی: خبز رقاق/رگاگ) - هرمزگانی، لارستانی، رایج در جنوب ایران، بحرین، کویت و امارات.[۱۰۲]
- خانه فروش (به عربی: خمفروش) - هرمزگانی.[۱۰۱][۱۰۳]
- بلالیت (به عربی: بلاليط) - این دسر مقوی هندی-عربی در بحرین، کویت، امارات، هرمزگان و بندرعباس تهیه می‌شود. بلالیت از ماکارونی، شکر یا شیره خرما، هل، گلاب، زعفران و روغن درست می‌شود و آن را در وعده صبحانه سرو می‌کنند. این دسر در برخی دیگر از شهرهای جنوب کشور نیز رایج است.[۱۰۴][۱۰۵][۱۰۶]
- مسقطی لاری (در بحرین به نام عربی: «حلوی بحرینیة»).
- آش رشته (در بحرین معروف بن نام «شُلة العجم» است).[۱۰۷][۱۰۸]خان فروش (خنفروش): شیرینی هرمزگانی (خودمونی/اچمی) که در‌بحرین رایج‌ است

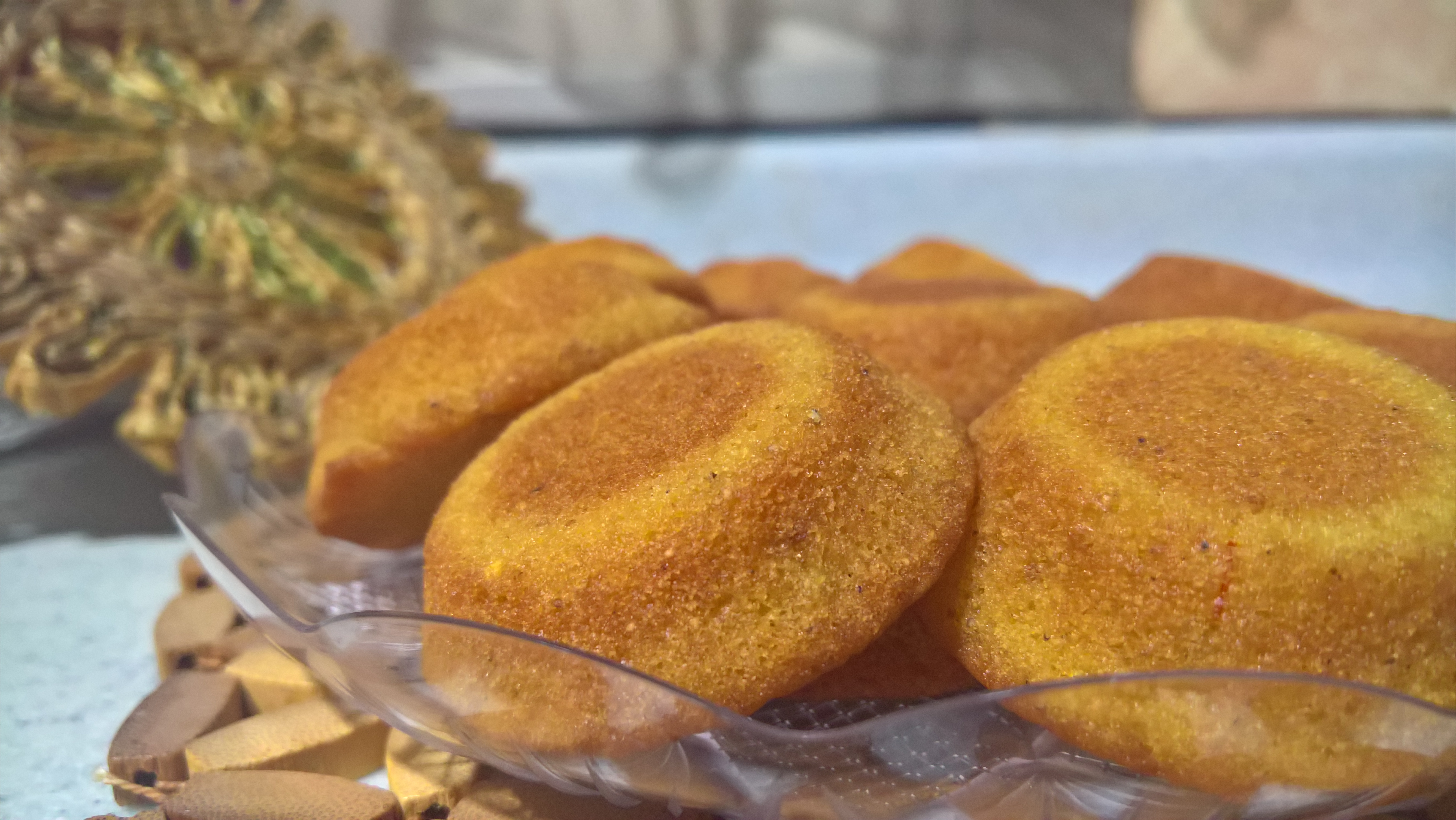
خان فروش (خنفروش): شیرینی هرمزگانی (خودمونی/اچمی) که در‌بحرین رایج‌ است

- عصیده (اچمی): این شیرینی سنتی هم مانند خبیصه از ترکیب آرد، روغن و شیره غلیظ تهیه می‌شود و بسیار لذیذ و خوش‌عطر است.[۱۰۱]
- پیشو (اچمی): که از گلاب و ژلاتین تهیه می‌شود.[۵۳]
- شله زرد (اچمی): دسر برنجی سنتی زعفرانی که با برنج، شکر، زعفران و گلاب درست می‌شود و با دارچین و خلال بادام یا پسته تزیین می‌شود.
- حلوا/خبیصه (اچمی): شیرینی که از آرد، شکر و کره یا روغن تهیه می‌شود و اغلب با زعفران، هل و گلاب مزه دار می‌شود.[۱۰۱][۱۰۹]
- جریش.[۱۰۴]
- لقمه (به عربی: لقيمات/لگیمات).[۱۰۴]
- کوفته مومغ (به عربی: كباب).[۱۰۴]

غذاهای سنتی ایرانی مشترک دیگری که در بحرین هستند، شامل از جمله:
- چلو کباب (غذای ملی ایران).
- جوجه کباب (غذای ملی ایران).
- پاچه (غذای ملی ایران).

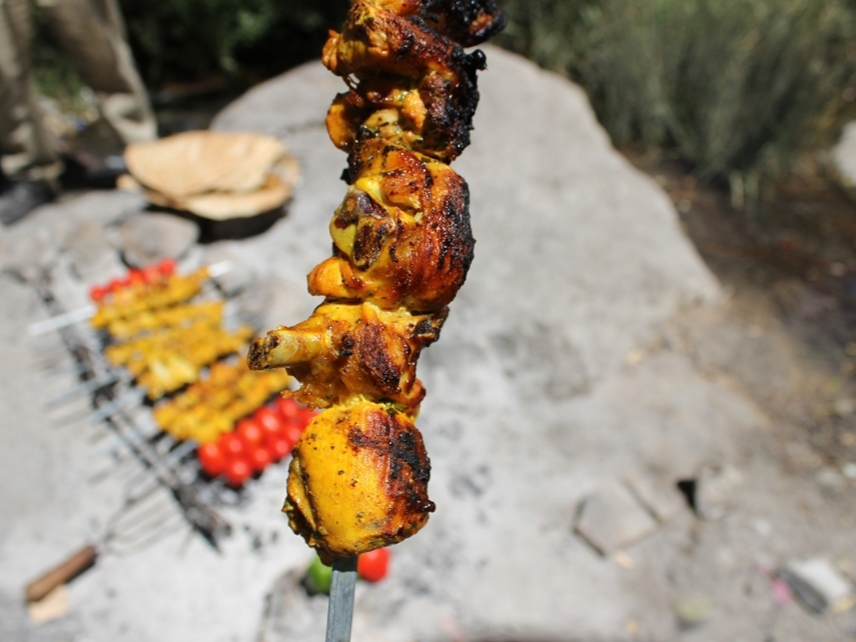
جوجه کباب

- در بحرین، معمولاً ایرانی‌ها، به‌ویژه مادران، ته‌دیگ را به‌عنوان یک خوراکی اضافی و لذیذ در کنار غذای اصلی سرو می‌کنند و بچه‌ها معمولاً عاشق آن هستند.
- بستنی ایرانی سنتی (که در بحرین معروف به نام «بستنی» است، بر خلاف «آیسکریم/عسکریم»).[۱۱۰]
- فالوده (یک نمونه از بستنی‌های ایرانی).
- سوهان.
- ساگو.
- شوت پلو.
- سبزی پلو.
- قرمه سبزی.
- امکان ندارد روزی بدون یک کتری چای سیاه ایرانی بگذرد و شکر (قند) ایرانی نیز در بسیاری از خانه‌ها ایرانی به عنوان یک عادت روزانه مصرف می‌شود

چیزهای دیگر:
- قلیان سنتی (در بحرین و کویت به نام عربی محلی: «گدو»).[۸۷][۱۱۱]

### رستوران‌ها
- رستوران‌های ایرانی در بحرین نیز معروفیت زیادی دارند، از جمله «رستوران اصفهانی» و «رستوران تخت جمشید» که یکی از بزرگ‌ترین رستوران‌های ایرانی در بحرین هستند.[۱۱۲][۱۱۳]
- یکی از معروف‌ترین رستوران‌های کباب ایرانی در بحرین با شعبات متعدد، «حسن ابل» است که کباب‌هایی تهیه می‌کند که مورد پسند «بحرانی‌ها» و «خودمونی‌ها» قرار می‌گیرد.[۱۱۴][۱۱۵]
- بر علاوه از اینا: «رستوران باغ»،[۱۱۶] رستوران «تبریز» (ترکی ایرانی)، و «مرمریز» در بحرین معروف هستند.[۱۱۷]

### محله‌های ایرانی‌تبارها در بحرین
- منامه: پایتخت بحرین، «فریج مشبر» یکی از محله‌های قدیمی (فرجان) در پادشاهی بحرین، به ویژه در پایتخت، منامه است که در پشت قلعه (وزارت کشور فعلی) واقع شده است. این یکی از اولین محله‌ها به‌شمار می‌رود که علاوه بر «فریج القضیبیه» (تلفظ: گضیبیه)، سنگکی و عدلیه، ساکنان آن بحرین بوده است. «فریج المخارگه» نیز نامیده می‌شود. خیلی از اچومی‌ها و ترک‌ها هنوز در منامه زندگی می‌کنند.
- محرق: پارسیان محرق در «فریج البنعلی» زندگی می‌کنند و خاستگاه بسیاری از ایرانیان بحرین محرق از شهر کوچکی در استان فارس به نام بیرم است که یکی از شهرهای استان لار است و از نظر اداری به تعدادی وابسته است. از روستاها تعداد بیرمی‌ها در بحرین از تعداد برمی‌های ایران بیشتر است. برخی از آفریقایی های و اچومی های بیرم اینجا زندگی می‌کنند.
- همچنین روستای طشان که اکثریت آن فارس هستند و شهر توبلی که ایرانیان بحرین زیادی در آن زندگی می‌کنند، علاوه بر حضور گسترده در شهرهای بزرگی مانند رفاع و مکان‌هایی مانند سار، دراز و سماهیج به دلیل جمعیت شیعه‌نشین‌شان شناخته می‌شوند و ممکن است تمرکز بالاتری از ایرانیان بحرین عجم/فارس داشته باشند. جالب اینجاست که نام‌های دراز و سماهیج خود از زبان فارسی گرفته شده‌اند.
- برخی از اچومی‌ها‌ در شهر عیسا (مدينة عيسى) زندگی می‌کنند.
- بسیتین: اکثریت بلوچی ها در «فریج البلوش» زندگی می‌کنند.[۱۱۸]

### نقش در جامعه بحرین

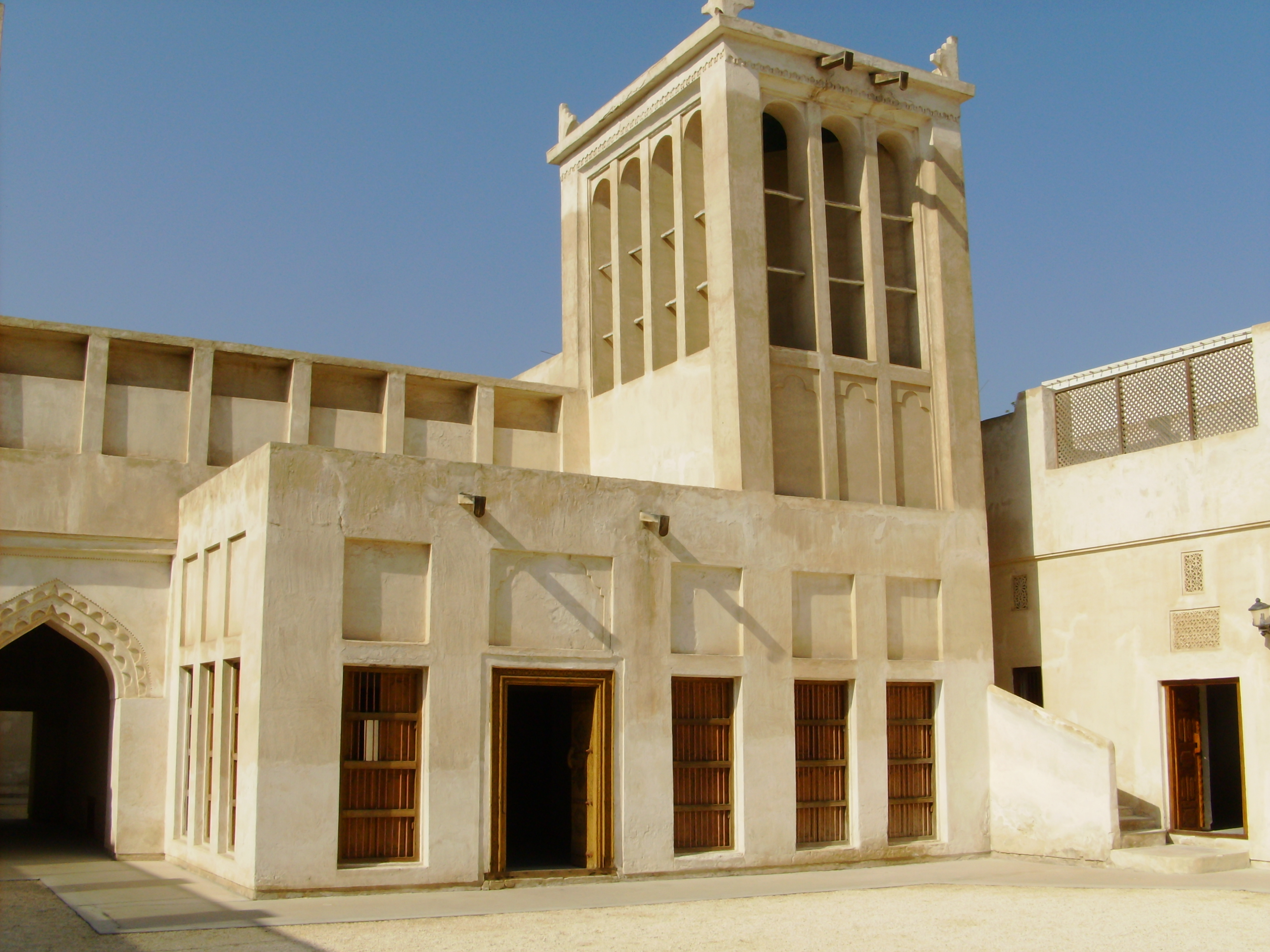
بادگیر خانه شیخ «عیسی بن علی» در بحرین

- بادگیرها (عربی: «ملقف» یا «ملتقط الهواء» یا «ابراج الریاح» یا «بادجیر» یا «برجیل»): علاوه بر بناهای تاریخی و مذهبی و آموزشی، نمونه‌هایی از معماری سنتی ایرانی مانند «بادگیرها» نیز در بحرین یافت می‌شود. بادگیرها سازه‌هایی هستند که برای تهویه مطبوع طبیعی ساختمان‌ها در مناطق گرم و خشک استفاده می‌شوند. این بادگیرها که در جنوب ایران نیز رایج هستند، نشان‌دهنده تبادل دانش و ایده‌ها بین ایرانیان بحرین و ساکنان بحرین در طول قرن‌ها است.[۴] بادگیر‌ خانه شیخ عیسی بن علی که احتمالاً توسط مردم اچمی و با همکاری عرب‌های هوله ساخته شده، به عنوان یک مکان تاریخی مهم در بحرین شناخته می‌شود. این اقامتگاه متعلق به شیخ عیسی بن علی آل خلیفه، حاکم پیشین بحرین بود که در سال ۱۸۶۹ به قدرت رسید و تا زمان مرگش در سال ۱۹۳۲ در سن ۸۴ سالگی حکومت کرد. معماری این خانه سبک سنتی خلیج فارس را با بادگیرهای خاص و عناصر چوبی تزئینی به نمایش می‌گذارد که نشان‌دهنده ترکیب تأثیرات ایرانی و عربی در منطقه است.
- عجم‌ها با عربها در همه کارها در بحرین همکاری می‌کردند. در غواصی، ساخت و ساز و تجارت. بسیاری از نام‌های دریایی کلمات فارسی هستند؛ مثلاً کلمه «نوخذه» (ناخدا) یا «ربان کشتی» و «گرگور» هم کلمه‌ای فارسی است که اصل آن «کولگیر» است، به معنی بسته و محکم. اگر به کتاب‌های تاریخی که تاریخ بحرین را در دوران جاهلی و دوره اسلامی بررسی کرده‌اند برگردیم، خواهیم دید که این کتاب‌ها اشاره کرده‌اند که بحرین تحت تأثیر گروه‌هایی قرار گرفته است که در اطراف حوض خلیج فارس زندگی می‌کردند، چه گروه‌های عربی که در سواحل شبه جزیره عربستان و شهرها و بیابان‌های آن زندگی می‌کردند، و چه گروه‌هایی که در سرزمین فارس زندگی می‌کردند، به‌ویژه منطقه فارس که از شرق به خلیج فارس می‌رسید، و به همین دلیل از دیرباز جامعه‌ای فارسی در بحرین وجود داشته که دارای هویت اجتماعی، اقتصادی و دینی خاص خود بوده است که در آیین مجوسیت (زرتشتی) قبل از اسلام نمایان است.[۲]: 31  در قرن نوزدهم و اوایل قرن بیستم (۱۸۰۰–۱۹۰۰ میلادی)، غواصی برای جستجوی لؤلئ یک شغل بسیار مهم برای هزاران بحرینی شد، حدوداً نصف مردان بالغ مشغول به غواصی برای یافتن لؤلئ هستند. فصل غواصی برای جستجوی لؤلئ از مه تا اکتبر است. به تدریج، تعداد اندکی از تاجران ثروتمند که با نام «پادشاهان لؤلئ» شناخته می‌شوند، توانستند کنترل صنعت لؤلئ را با خرید کشتی‌های گران‌قیمت و قرارداد با غواصان خوب به دست آورند. اعضای کشتی به شش دسته تقسیم می‌شدند: ناخذه (کاپیتان کشتی) و کمک‌ش (مجدمی) و غواصان و سیوب (که به تنهایی سیب نامیده می‌شوند و در کمک غواصان در خروج از دریا مشغولند) و تبابین (که به تنهایی تباب نامیده می‌شوند و کارآموزان هستند) و خدم. در طول سفر، ناخذه که معمولاً از اصل قبیله‌ای است و کشتی را می‌ماند، قدرت داوری و مجازات خطاکاران و حل اختلافات دارد. مگر اینکه اتفاقی برایشان پیش آید، جرایم در کشتی بر اساس «چشم به چشم و دندان به دندان» حل می‌شوند و در غیر اینصورت، بعد از بازگشت به خشکی با آنها برخورد می‌شود. سایر اعضای کشتی اغلب از فارس‌های جنوبی یا بلوچ یا بنده‌ها بودند و تنها تعداد کمی از شیعه‌ها (شاید بحرانی بودند) به عنوان غواصان و سیوب در یک تیم کار می‌کردند که در آن غواصان به قعر دریا می‌روند و مرجع آب‌شان را جمع می‌کنند و هنگامی که مقدار اکسیژن در ریه‌های آنها کم می‌شود، سیوب‌ها آنها را با استفاده از طنابی که به پایشان بسته شده است، به کشتی کشانده واهد. غواص خوب می‌تواند در روز صد بار غواصی کند. موقعیت غواصان از موقعیت سیوب بهتر است، اما همچنین ممکن است به خطراتی مانند پارگی طبله گوش و کوری معرض شوند.[۴۷][نیازمند منبع]
- اچم/اچمی‌های بستک به رهبری شیخ عبدالنور بستکی، به‌عنوان بنیان‌گذاران اولین هتل در بحرین شناخته می‌شوند. هتل بحرین، که هنوز هم توسط محلی‌ها به نام «هتل عبدالنور» یاد می‌شود، رسماً در سال ۱۹۵۰ (میلادی) افتتاح شد، هرچند ساخت آن از دهه ۱۹۲۰ آغاز شده بود. قرار است هتل بحرین بازسازی و نوسازی شود.[۱۱۹][۱۲۰]
- قلعه بحرین: که به عنوان قلعه بحرین نیز شناخته می‌شود، در دوره صفویان توسط ایرانیان بحرین به‌طور قابل توجهی ساخته و بازسازی شد. سلسله صفوی، که از سال ۱۵۰۱ تا ۱۷۳۶ بر ایران حکمرانی می‌کرد، در اوایل قرن هفدهم پس از بازپس‌گیری بحرین از پرتغالی‌ها در سال ۱۶۰۲، قلعه را ساخت و مستحکم کرد. در دوران حکمرانی صفویان، این قلعه بازسازی و تقویت شد تا به عنوان یک پادگان نظامی و مرکز اداری خدمت کند.
- حسینی‌های ایرانیان بحرین شیعه: حسینیه بوشهری (مأتم العجم الکبیر/ماتم گتو)

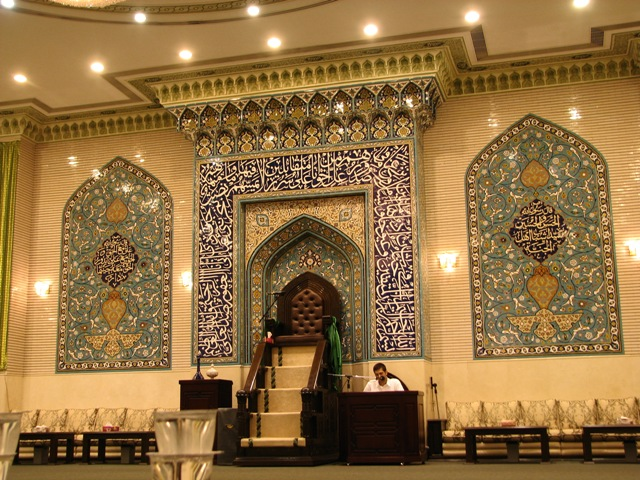
حسینیه بوشهری (مأتم العجم الکبیر/ماتم گتو)

  - مأتم العجم الکبیر: یکی از بزرگ‌ترین بناهای مذهبی بحرین، «مأتم العجم الکبیر» (حسینیه ایرانیان بحرین - محلی: «ماتم گُتُو»،[۱۲۱][۱۲۲] در منامه است. این بنا که در ابتدا به «حسینیه بوشهری» معروف بود،[۱۲۳] نمونه‌ای از معماری مذهبی ایرانی با تزئینات کاشی‌کاری و گچ‌بری‌های ظریف است.[۱۲۴]
  - حسینیة الجهرمیة (در منامة)[۱۲۵]
  - مأتم مشبر (در منامة)
  - مأتم سید محمود (در محرق)
  - مأتم کریمی (در محرق)
  - مأتم الکراشیة (گراشی‌ها) (در محرق)[۱۲۶][۱۲۷]
  - مأتم شهابی (در محرق)
  - مأتم ومسجد الحالة (در محرق)
  - مأتم خدارسون (خدارسول) (در گضیبیه)[۱۲۸]
  - مأتم عبدالله ترک (در گضیبیه)
  - مأتم العدلیة للرجال (در عدلیة)

- مدرسه ایرانی: بقایای مدرسه‌ای ایرانی که در سال ۱۹۹۶ (میلادی) به دلیل انقلاب اسلامی تعطیل شد، به عنوان نمادی از تأثیر ایرانی‌ها در نظام آموزشی بحرین باقی مانده‌اند. این مدرسه نمایانگر تعهد ایرانیان بحرین به حفظ فرهنگ و هویت خود در این کشور است. این مدرسه اولین مدرسه‌ای بود که در بحرین ساخته شد. نام اولیه آن «مدرسه بوشهری» بود و پس از چندین بار تغییر نام، در نهایت با نام «مدرسه جمهوری اسلامی» تعطیل شد.[۴۲][۴۳][۴۴] مدرسه توسط این اعضا تأسیس شد:
  1. حاجی عبدالنبی کل عوض کازرونی (هر عنوانی «کل/گل» به زائران عتبات عالیات در کربلا داده می‌شود)
  2. حاجی عبدالنبی حاجی احمد بوشهری.
  3. حاجی میرزا حسین دشتی.
  4. ابوالقاسم لطف علی شیرازی.
  5. همه عباس حاجی بوشهری.
  6. میرزا علی عبدالرضا دشتی (مدیر مدرسه).[۲]: 108
- تنور و‌نان سنتی (همچنین به نام «تنور» در بحرین): بحرینی‌های ایرانی، که به عنوان عجم نیز شناخته می‌شوند، نقش مهمی در شکل‌دهی به فرهنگ محلی بحرین داشته‌اند. یکی از جلوه‌های بارز این تأثیر، نان‌پزی سنتی با استفاده از تنور است. این روش نان‌پزی که از دیرباز توسط بحرینی‌های ایرانی انجام می‌شد، به عنوان بخشی از میراث فرهنگی آن‌ها شناخته می‌شود. با این حال، با گذشت زمان، نیروی کار در این بخش‌ها تغییر کرده و کارگران هندی به‌طور فزاینده‌ای این نقش‌ها را بر عهده گرفته‌اند. این تغییر بخشی از روند گسترده‌تر در بحرین و دیگر کشورهای خلیج فارس است که در آن کارگران مهاجر بخش عمده‌ای از نیروی کار را تشکیل می‌دهند. این جابجایی نیروی کار، هرچند که به تغییراتی در ترکیب نیروی انسانی منجر شده، اما به معنی از بین رفتن کامل روش‌های سنتی نیست و این روش‌ها همچنان حفظ و اجرا می‌شوند.[۱۲۹] این واقعیت در موزیک ویدیوی «هابانکو» میامی منعکس شد که در آن یک ایرانی نان درست می کند، عربی شکسته صحبت می کند و بعداً برای آنها نی انبان می نوازد زیرا آنها نمی دانند چگونه از آن استفاده کنند.[۱۳۰]
- شایان ذکر است که زبان های ایرانی بر گویش محلی بحرینی تأثیر گذاشند.[۷۲][۷۳][۷۴]

### آداب و رسوم

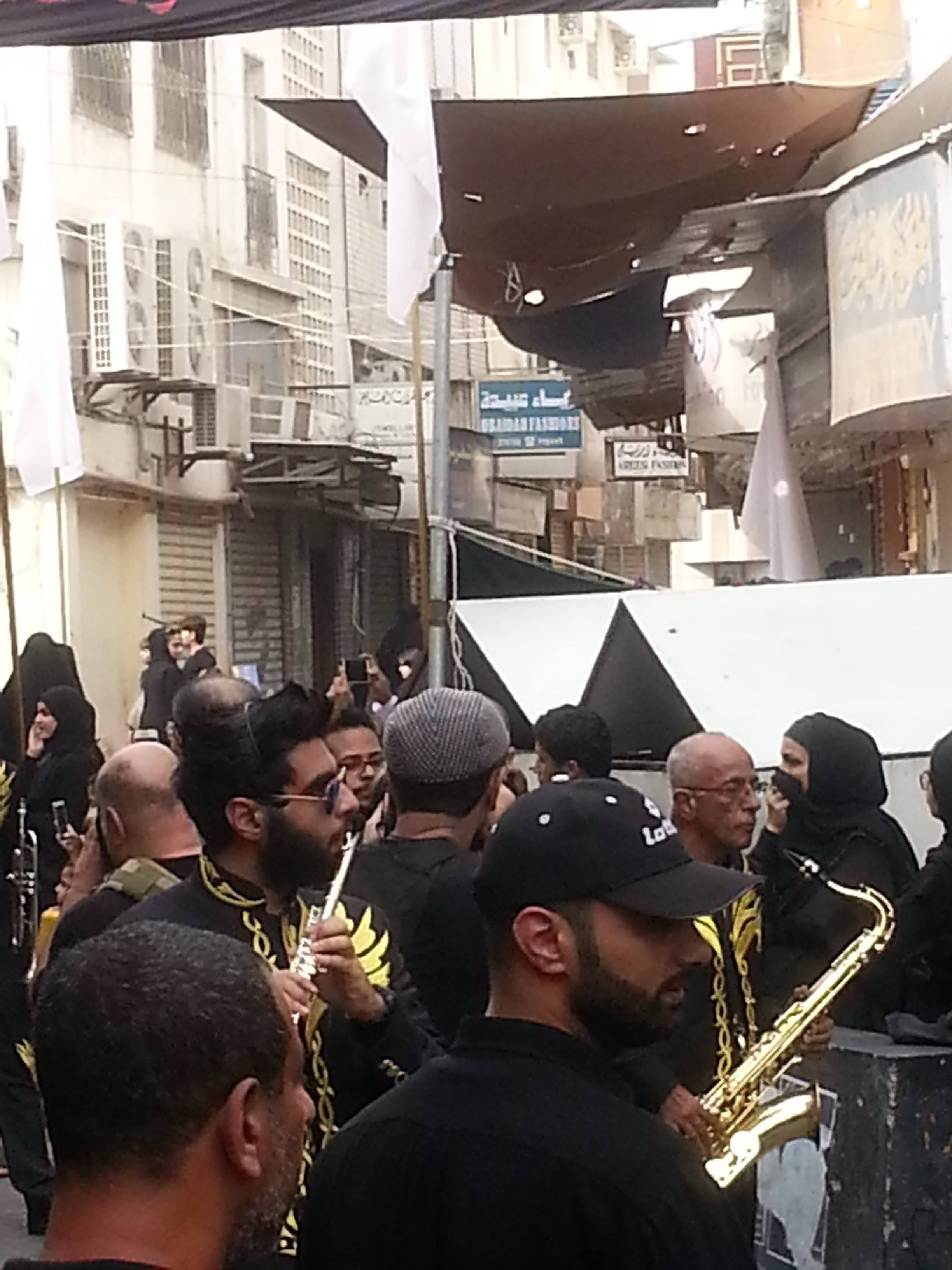
رژه محرم ایرانیان بحرینی.

- خیلی از بحرینی‌ها (منظورمون ملت) و خودمونی‌ها (قومیت/نژاد)،[۱۳۱] به ویژه در مراسم عروسی با موسیقی ایرانی و عربی می‌رقصند.
- لباس‌های سنتی (اچمی، لری…) برای مراسم عروسی از ایران سفارش داده می‌شود.
- خودمونی‌ها همیشه با دستمال می‌رقصند، در عروسی‌ها و دیگر جشن‌ها رقص «دستمال بازی» خود را به نام «سه پا» دارند.[۱۳۱][۱۳۲] این عادت را از لرها و ترک‌ها گرفته‌اند.[۱۳۳]
- در بحرین، همانند سنت‌های محلی ایرانی، خالکوبی در میان ایرانیان بحرین نیز رایج است (اما در بحرین این بستگی به فرقه و افراط گرایی مذهبی دارد یا نه)
- نوروز به عنوان یک جشن مهم در فرهنگ ایرانیان بحرین بحرین شناخته می‌شود و دوستان و خانواده‌ها این جشن را به‌طور سنتی برگزار می‌کنند، علاوه بر این، جشن‌های «نوروز» را در هتل‌ها برگزار می‌کنند.[۱۱۶][۱۳۴]
- ایرانیان بحرین شیعه مذهب (عجم: خودمونیا، لُر‌ها و گروهای دیگر) راهپیمایی محرم خودشان هر سال دارند، و همیشه با فارسی برای عزاداری محرم در منامه می‌خونند.[۱۳۵][۱۳۶][۱۳۷]
- وقتی نوبت به جشن سالگرد استقلال بحرین (عيد الاستقلال) می رسد، برخی از ایرانیان شعار "ایران ایران ایران" را سر می دهند در حالی که برخی از ایرانیان بحرینی آنها را به خاطر آن سرزنش می کنند.[۱۳۸]
- گاهی اوقات وقتی تیم فوتبال شهر منامه در حال بازی است، طرف های مقابل (عرب‌ها و بحرانیان) فریاد می زنند: «منامه، هوها، لعنت به پدرش»[۱۳۹] يا «منامه چطوری؟ هالسنه مافی دوری» یعنی  یا «منامه، چطوری، امسال تو لیگ نخواهی داشت»[۱۴۰]

### ضرب‌المثل‌ها و عبارات محلی با فارسی
- خری داشتُم خری خریدُم
- ای داد بی داد
- هوا ابر داره
- یه سیب خراب بقیه رو هم خراب می کنه
- چیزی ارزون بی علت نیست
- چطوری؟ مثل پلو تو‌ دوری!
- عمر که نیست، جون در عذابن
- بگو والله؟
- موفت مال کوشت
- خُرُم بُرُم
- شهست عاد (با عربی گفته می‌شود)
- زحرمار (اکثریت بحرینیا اینو می‌گویند)
- با عربی محلی: «هست؟» به جای عربی فصیح «موجود؟»

### خانواده‌های معروف
برخی از معروفترین خانواده‌های ایرانیان بحرین عبارتند از:
البستکی/بستکی که ریشه در بستک دارند (اچمی)، خنجی از خنج (اچمی)، زینل، خوری، گله‌داری از گله‌دار (اچمی بیخی)، اسیری از اسیر، مال الله (اچمی)، کوهیجی از کوهیج، بوشهری (لُر) از بوشهر، شکیب، بهزاد، الشيرازي/شیرازی از شیراز، ثقفی، گراشی از گراش، کانو، کازرونی از کازرون، دشتی از دشتی، ابل، بوچیری، جمشیر یا جمشید، جانگیر، شریف یا شریفی، دیلمی از دیلم، بلجیک، دیری از دیر، دیوانی، عجمی، جواهری، اسفندیاری، رویان، رستم/رستمی (رخی عوض کردن به نام الفردان)، عجیمی، اخترزاده، راستی، ترک، ادیبی، فردوسی، آغا، فخرو، فالامرزی از فرامرزان، کریمی، اکبری (اچمی)، جعفری، فخراوی از بردستان، میرزا، تقوی، تورانی از توران (؟)، خوشابی، غلوم، حاجی، امیری، منصوری، شربتی، قناطی، رحیمی، ملک، انصاری، کاکولی، کوخردی از کوخرد (اچمی)، البلوشی از بلوچستان (بلوچ)، جناحی از جناح (اچمی)، عسکری و أشكناني از اشکنان (ترک یا خودمونی‌های اشکنان؟).
اکثر خانواده‌هایی «اچمی» با پیشینه سنی که قبلاً به آنها اشاره شد بر اساس تاریخ و موقعیت‌های مکانی، ایرانی هستند، اما بیشتر آنها ترجیح می‌دهند خود را عرب معرفی کنند تا از نژادپرستی یا جنجال جلوگیری کنند. در نهایت، این مسئله به میزان قوی بودن فرهنگ ایرانی آنها و محیطی که آنها را احاطه کرده بستگی دارد. این موضوع همچنین توضیح می‌دهد که چرا برخی از اعضای یک خانواده ممکن است دربارهٔ منشأ دقیق خود، ایرانی یا عرب، بحث و جدل کنند. همچنین معروف است که بسیاری از آنها به نام خانوادگی خود «ال» (عربی: ال) اضافه کرده‌اند تا آن را بیشتر عربی جلوه دهند. بسیاری از افراد در واقع این اقدامات را به‌عنوان «تسلیم شدن» یا رها کردن ریشه‌ها و فرهنگ خود می‌بینند، در حالی که دیگران این اقدام را به منظور جلوگیری از مشکلات نژادپرستی توضیح می‌دهند. این تغییرات امروزه در ظاهر رسمی آنها قابل مشاهده است زیرا لباس‌های سنتی خود را تغییر داده‌اند و تنها به زبان عربی مسلط صحبت می‌کنند.

### ازدواج و تعاملات اجتماعی
در گذشته ازدواج عجم‌ها با عرب‌ها نادر بود. در دهه‌های شصت و هفتاد قرن گذشته و با گسترش جریان چپ‌گرا، ازدواج‌ها بین عجم‌ها و عرب‌های (سنی) و بحارنه (شیعه) افزایش یافت. پس از انقلاب اسلامی در ایران و افزایش تعصب مذهبی، ازدواج‌ها بین عجم‌های شیعه (عجم) و بحارنه افزایش یافت و ازدواج‌ بین عجم سنی مذهب (هوله) و عرب‌های سنی کاهش یافت. با این حال، بسیاری از خانواده ها هنوز هم در یک گروه قومی ازدواج می کنند.

## شرکت‌های بزرگ متعلق به ایرانیان بحرین
عجم/فارس‌های بحرین یا جوامعی که از ایران نشأت گرفته‌اند، جامعه بزرگی تشکیل داده‌اند که در زمینه تجارت فعالیت می‌کردند، به‌ویژه تجارت مروارید، فرش، مواد غذایی و تجارت گوسفند و دام. طبقه فقیر آن‌ها نیز به مشاغل ساده‌ای مانند ساخت و ساز، حمل و نقل دریایی و زمینی، و نظافت خیابان‌ها مشغول بودند. ساکنان خلیج فارس از عرب‌ها به این افراد «عجم» می‌گفتند. در بحرین، خانواده‌های ایرانی تعدادی از بزرگ‌ترین و معتبرترین شرکت‌ها را مدیریت می‌کنند. برخی از این شرکت‌ها عبارتند از:
1. گروه یوسف بن احمد کانو: گروه یوسف بن احمد کانو که در سال ۱۸۹۰ تأسیس شد، یکی از بزرگ‌ترین شرکت‌های خانوادگی چندملیتی در خاورمیانه است. این گروه دارای یک پرتفوی وسیع از کسب‌وکارها و شراکت‌های استراتژیک است و دفاتری در خاورمیانه، شمال آفریقا، اروپا و آسیا دارد. بیش از ۴۰۰۰ کارمند در بخش‌های مختلف در این گروه فعالیت می‌کنند.
2. گروه کوهجی: گروه کوهجی یکی دیگر از شرکت‌های بزرگ است که در زمینه‌های مختلف فعالیت می‌کند. این گروه شامل شرکت‌های ساخت‌وساز و جواهرسازی است و نقش مهمی در اقتصاد بحرین دارد.
3. گروه جواهری زینل: یکی از بزرگ‌ترین و معروف‌ترین شرکت‌های جواهرسازی در بحرین است که محصولات با کیفیت بالا و طراحی‌های منحصر به فرد ارائه می‌دهد.
4. گروه جمشیر: در زمینه‌های مختلفی از جمله املاک و مستغلات، ساخت‌وساز و سرمایه‌گذاری فعالیت می‌کند و به عنوان یکی از خانواده‌های برجسته ایرانی در بحرین شناخته می‌شود.
5. گروه فخرو: این گروه در بخش‌های مختلفی از جمله فناوری اطلاعات، حمل‌ونقل، و خدمات مالی فعالیت می‌کند و به عنوان یکی از پیشروان در اقتصاد بحرین شناخته می‌شود.
6. گروه منصوری: در زمینه‌های تجاری و سرمایه‌گذاری فعالیت می‌کند و به دلیل نوآوری و کیفیت خدماتش معروف است.

این شرکت‌ها و گروه‌ها، با ارائه خدمات و محصولات متنوع، نقش مهمی در توسعه اقتصادی و اجتماعی بحرین ایفا می‌کنند و نشان‌دهنده تأثیر قابل توجه خانواده‌های ایرانی در این کشور هستند.

## مشکلات
ایرانیان بحرین یا بحرینی‌های ایرانی گروهی از ایرانی‌تباران با پیشینه‌ای طولانی در بحرین هستند. این افراد از دوران‌های قدیم تا کنون در بحرین سکونت داشته‌اند و بسیاری از آنها نوادگان پارسیان ساسانی هستند. اما ارتباطات فرهنگی و زبانی میان این گروه و سایر ایرانیان همیشه بدون چالش نبوده است. در حالی که یک دلیل ساده می‌تواند به عنوان ریشه این پدیده در نظر گرفته شود، در عصر حاضر، عوامل متعددی وجود دارد که باعث می‌شود ایرانیان بحرین هویت ایرانی خود را انکار کنند:
1. ملیت بحرینی: ایرانیان بحرین به‌طور طبیعی تابعیت بحرین را دارند و از حقوق و تعهدات مرتبط با آن برخوردارند. هویت ملی آنها به‌طور عمیق با بحرین و فرهنگ آن پیوند خورده است.[۴]
2. هویت عربی: یکی از دلایل اصلی پشت ترویج چارچوب "هویت عربی" توسط دولت بحرین در میان جمعیت آن، کاهش پیوندهای عمیق تاریخی آن با ایران و جامعه فارسی‌زبان آن (عجم)، و همچنین شیعیان بومی (بحارنه) است.[۵] : 72  تاریخ پیچیده بحرین و ایران و مردم آن‌ها به حداقل قرن پنجم پیش از میلاد در دوران امپراتوری هخامنشی بازمی‌گردد.[۵] : 72  در طول قرن‌ها، هر دو منطقه برای کنترل خلیج فارس رقابت کرده‌اند و نفوذ از دوران پیش از اسلام به بعد بارها تغییر کرده است.[۵]: 72   به‌طور خاص، در دوران امپراتوری ساسانی، بخش‌هایی از شبه جزیره عربستان و عراق که اکنون عمدتاً تحت کنترل اعراب است، زمانی تحت حاکمیت ایران بوده‌اند. [۵]: 72
3. نژادپرستی و فرقه گرایی: ایرانیان بحرین اغلب ممکن است با تبعیض و نژادپرستی مواجه شوند،[۱۵۲][۵][۱۵۳][۵۱][۲]: 88–95  و وفاداری آنها همیشه مورد تردید است.[۲]: 88–95  بر اساس مطالعه ای در سال 2013، ایرانیان بحرین با پیشینه سنی (اچمی های سنی، مانند بستکی ها، جناحی ها و خنجی ها) با نژادپرستی سیستماتیک مواجه نیستند، فقط کسانی که دارای پیشینه شیعه هستند با نژادپرستی سیستماتیک روبرو هستند.[۵۱] اهل سنت به برادران و خواهران خود از یک قوم با عنوان «عجم» می گویند و ادعا می کنند که خودشان «عجم» نیستند.[۲۵] در بحرین در سال 1282 خورشیدی (1904 میلادی) ایرانیان بحرین با نژادپرستی مواجه شدند.[۱۳][۱۵۲] در اصل همه اينا به نام «عجم» معروف بودند،[۱۵۴] در حال حاضر، انها را بر اساس مذهبی جدا میکنند،[۱۵۵][۵۱][۱۵۳] اچمی‌های سنی عنوان «عجم» را کنار گذاشتند و بیشتر از عنوان «هوله» استفاده کردند،[۲۵][۱۵۵][۵۱][۱۵۳] به این استناد که «عجم‌ها کسانی با ریشه‌های شیعه هستند».[۲۵][۵۱] سنیان در میان آنها مواجه با تبعیض نیستند و گاهی با عمد یا سهو با اعراب هوله خلط میشوند.[۵۱] هوله اصطلاحی است که در برخی از کشورهای حاشیه خلیج فارس برای توصیف مردمانی با نیاکان و پیشینه سنی از جنوب ایران به کار می‌رود و شامل جمعیت قابل توجهی از این افراد است. این گروه‌ها شامل نوادگان پارس‌ها و آفریقایی‌هایی هستند که در قرن نوزدهم به کشورهای عربی خلیج فارس مهاجرت کردند. برای اینکه فردی به عنوان هوله شناخته شود، نیازی نیست که مذهب سنی را رسماً بپذیرد، اما باید پیشینه‌ای سنی از جنوب ایران داشته باشد، چرا که اجدادشان که به کشورهای عربی خلیج فارس مهاجرت کرده‌اند، باید عضو فرقه سنی بوده باشند. فردی با مذهب سنی ولی پیشینه شیعه از جنوب ایران همچنان به عنوان «عجمی» شناخته می‌شود.[۱۵۵][۱۵۳] اعراب این را جعل هویت جدیدی برای پارسی‌های سنی می‌دانند که در ابتدای ورودشان به عربی صحبت نمی‌کردند.[۵۵]
4. تأثیر انقلاب اسلامی و تفکیک مذهبی: انقلاب اسلامی ایران در سال ۱۹۷۹، تغییرات عمیقی در جامعه بحرین و ایران ایجاد کرد.[۲]: 94–101  برخی از این تغییرات، مانند تأکید بر هویت مذهبی شیعه، می‌تواند برای برخی از اقلیت‌های مذهبی در ایران، از جمله ایرانیان بحرین، چالش‌برانگیز باشد. انقلاب اسلامی ایران و ایدئولوژی آن، بر هویت مذهبی شیعه به عنوان هویت ملی ایران تأکید دارد. این موضوع می‌تواند منجر به تفکیک مذهبی بین شیعیان و سنیان در بحرین شود.[۵۱][۲۵][۱۵۳] برخی از ایرانیان بحرین که سنی مذهب هستند، ممکن است به دلیل این تفکیک، تمایل به حفظ هویت ایرانی خود نداشته باشند. دقیقاً به همین دلیل است که بسیاری از ایرانیان سنی بحرین با اعراب همذات پنداری می‌کنند. شایان ذکر است که بسیاری از بحرینی‌ها تصور می‌کنند که ایران فقط یک کشور شیعه و احتمالاً فقط یک قومیت یا نژاد هستند،[۲۵] که این نادرست است زیرا ایران دارای قومیت های بسیار و مذاهب و حتی افراد غیر مذهبی است. روابط سیاسی بین جمهوری اسلامی ایران و بحرین در طول تاریخ پیچیده و اغلب پرتنش بوده است. ادعای حاکمیت جمهوری اسلامی ایران بر بحرین و حمایت ایران از گروه‌های مخالف در بحرین، شکاف عمیقی بین دو کشور ایجاد کرده است. این تنش‌ها می‌تواند بر تمایل ایرانیان بحرین به حفظ هویت ایرانی خود تأثیر منفی بگذارد. در مدارس دولتی بحرین به دانش‌آموزان آموزش می‌دهند که این منطقه «خلیج عربی» نام دارد و اطلاعات مربوط به حکام، پادشاهان و دوره‌های اشغال (به‌ویژه ایرانی) که منشأ عربی ندارند، به دقت بررسی می‌شود. سیاست‌های فرهنگی بحرین بر محافظت از شهروندان در برابر نفوذ جمهوری اسلامی ایران متمرکز است و با ایجاد آگاهی و همبستگی مذهبی (سنی‌ها - هوله) و (شیعیان - عجم) تلاش می‌کند.[۵۱][۲۵][۱۵۳] این امر به‌طور طبیعی باعث شده که هویت ایرانی آنها به مرور زمان تغییر کند، به‌ویژه زبان، و آنچه از آن باقی مانده، معدود جوامعی هستند که هنوز به فارسی و اچمی صحبت می‌کنند.[۲۵][۵۱]
5. تعطیلی مدرسه ایرانی در سال ۱۳۷۵ شمسی (۱۹۹۶ میلادی): تعطیلی مدرسه ایرانی و سیاست‌های فرهنگی خاص بحرین، چالش‌هایی را در زمینه حفظ هویت ایرانی برای بحرینی‌های ایرانی به وجود آورد.[۴۲][۴۳][۴۴] این رویدادها، همراه با سیاست‌های فرهنگی، به نوعی «فراموشی اجباری» هویت ایرانی در میان ایرانیان بحرین منجر شده است. این فراموشی شامل کم‌رنگ شدن زبان فارسی، کاهش آشنایی با فرهنگ و تاریخ ایران و حتی در مواردی احساس بیگانگی با هویت ایرانی است.
6. جهل برخی از ایرانیان دربارهٔ ایرانیان بحرین: بسیاری از ایرانیان امروز در ایران به دلیل عدم آشنایی کافی با تاریخ و فرهنگ بحرینی‌های ایرانی، آنان را با برچسب «عرب» معرفی می‌کنند. این تصور غلط ناشی از شستشوی مغزی و عدم درک درست از تفاوت‌های زبانی و فرهنگی است. به رغم اینکه زبان رسمی بحرین عربی است، بسیاری از بحرینی‌های ایرانی با افتخار از نوادگان ایرانی هستند و ریشه‌های فرهنگی خود را حفظ کرده‌اند. برخی از ایرانیان نیز به دلیل عدم آشنایی با لهجه و زبان محلی بحرینی‌های ایرانی، آن را مسخره میکنند و گویشوران این زبان را مورد تمسخر قرار می‌دهند.[نیازمند منبع]
7. وضعیت ایران: شاید چون که جمهوری اسلامی ایران در مقایسه با بسیاری از کشورهای منطقه، سابقه ضعیفی در زمینه حقوق بشر دارد. محدودیت‌های آزادی بیان، آزادی دین و آزادی اجتماعات، و همچنین گزارش‌های متعدد نقض حقوق بشر، تصویری منفی از ایران در ذهن بسیاری از مردم، از جمله بحرینی‌ها، ایجاد کرده است.[۱۵۶] اقتصاد جمهوری اسلامی ایران در مقایسه با بسیاری از کشورهای منطقه، از جمله بحرین، ضعیف‌تر است. نرخ بیکاری بالا، تورم، و وابستگی به صادرات نفت، از جمله چالش‌های اقتصادی ایران هستند. این موضوع می‌تواند تصویری منفی از ایران در ذهن بحرینی‌ها، از جمله ایرانی‌الاصل‌ها، ایجاد کند.[۱۳۸][۱۵۷] برخی از بحرینی‌ها ممکن است تصویری کلیشه‌ای از ایرانیان به عنوان افرادی که فقط به دنبال ثروت و جمع‌آوری پول هستند، داشته باشند. این تصور می‌تواند ناشی از عوامل مختلفی مانند تحریم‌های اقتصادی علیه ایران و برخی از رفتارهای افراد ایرانی در خارج از کشور باشد.[۱۳۸] در حالی که ایران در زمینه آموزش عالی پیشرفت‌هایی داشته است، اما به‌طور کلی، سطح تحصیلات در جمهوری اسلامی ایران در مقایسه با برخی از کشورهای منطقه، از جمله بحرین، پایین‌تر است. این موضوع می‌تواند تصویری از ایران به عنوان کشوری با سطح توسعه پایین‌تر در ذهن بحرینی‌ها، از جمله ایرانی‌الاصل‌ها، ایجاد کند.[۱۵۸]

## تاریخچه

### پیش از اسلام
- دوران باستان: بحرین به عنوان دیلمون شناخته می‌شد و یکی از مراکز تجاری مهم در تمدن‌های سومری و آشوری بود.
- امپراتوری هخامنشیان (قرن ششم تا سوم پیش از میلاد): بحرین بخشی از امپراتوری هخامنشیان بود و تحت نام «تایلوس» شناخته می‌شد.[نیازمند منبع]
- حکومت یونانی تحت هیسپوآسینس (۱۲۷ قبل از میلاد - ۲۵۰ میلادی): بعد از سقوط هخامنشیان، بحرین تحت نام «تایلوس» یا «عرادوس» به یکی از مناطق حکومتی یونانی تبدیل شد.[نیازمند منبع]
- دوره ساسانیان (۲۲۴ تا ۶۵۱ میلادی): بحرین بخشی از امپراتوری ساسانی بود و تحت حاکمیت آنها قرار داشت. در این دوره، منطقه به نام «میسان» شناخته می‌شد و به عنوان یکی از استان‌های ساسانی اهمیت داشت.[نیازمند منبع]
- حاکم مشترک با بوشهر: ادعا می‌شود که در سال ۷۳۵ بحرین و بوشهر حاکم واحدی بوده‌اند.[۲]: 4
- سلسله عصفوریان و جابرید (۱۲۵۳–۱۳۳۱ میلادی): بحرین تحت حکومت سلسله‌های عصفوریان و جابرید قرار داشت که از قبایل عربی محلی بودند و منطقه را اداره می‌کردند[نیازمند منبع]
- فتح اسلامی: در قرن هفتم میلادی، بحرین توسط مسلمانان فتح شد و به عنوان یکی از مراکز مهم اسلامی شناخته شد. این منطقه تحت خلافت اموی و سپس عباسی قرار گرفت.[نیازمند منبع]

### پس از اسلام
- دوره قرامطه (قرن دهم میلادی): بحرین به مرکز حکومت قرامطه تبدیل شد. قرامطه یک گروه اسماعیلی انقلابی بودند که از خلافت عباسی جدا شدند و تا قرن یازدهم بر منطقه حکم راندند.[نیازمند منبع]
- دوره آل عیون (قرن یازدهم تا سیزدهم میلادی): پس از سقوط قرامطه، بحرین تحت حکومت آل عیون درآمد که یک دودمان عربی محلی بود.[نیازمند منبع]
- دوره آل جبر (قرن سیزدهم تا پانزدهم میلادی): پس از آل عیون، بحرین تحت حکومت آل جبر قرار گرفت که یکی از قبایل عربی قوی منطقه بودند.[نیازمند منبع]
- دوره پرتغالی‌ها (۱۵۰۷ تا ۱۶۰۲ میلادی): بحرین توسط پرتغالی‌ها فتح شد و به عنوان یک نقطه استراتژیک برای کنترل تجارت خلیج فارس استفاده می‌شد.[نیازمند منبع]
- دوره صفوی (۱۵۰۱ تا ۱۷۲۲ میلادی / ۹۰۶ تا ۱۰۹۷ هجری شمسی): بحرین تحت حکومت امپراتوری صفوی اداره می‌شد و مذهب تشیع دوازده امامی، مذهب رسمی امپراتوری، را دنبال می‌کرد.[نیازمند منبع]
- افول صفویان و افشاریه (۱۷۲۲ تا ۱۷۹۶ میلادی / ۱۰۹۷ تا ۱۱۷۴ هجری شمسی): با تضعیف امپراتوری صفوی، درگیری‌های داخلی و تهدیدات خارجی افزایش یافت. بحرین نیز بی‌ثباتی سیاسی و تغییر در توازن قدرت را تجربه کرد.[نیازمند منبع]
- نادرشاه افشار (۱۷۳۶ تا ۱۷۴۷ میلادی / ۱۱۱۵ تا ۱۱۶۵ هجری شمسی): نادرشاه افشار برای مدت کوتاهی در جریان لشکرکشی‌های خود بخش‌هایی از بحرین را تحت کنترل درآورد. با این حال، سلطنت کوتاه مدت او تأثیر عمیقی بر روند قدرت‌گیری آل خلیفه نداشت.[نیازمند منبع]
- پس از مرگ نادرشاه در سال ۱۷۴۷، شیخ نصر توانست با استفاده از این خلاء قدرت، حاکم بندر بوشهر را به زندان بیاندازد و تا پایان سال ۱۷۴۸ بر شهر تسلط یابد.[۱۵۹] او ابتدا از نبرد بین مدعیان مختلف افشاریه دور ماند، اما در ژانویه ۱۷۵۱ اعلام استقلال کرد و مالیات بگیران فرستاده اسماعیل سوم را زندانی و همچنین با قبایل دشتستان ارتباط برقرار کرد.
- حکومت ناصر آل مذکور (۱۷۵۱ میلادی): نصر آل مذکور که به توانایی‌های خود اطمینان پیدا کرد، در نیمه دوم سال ۱۷۵۱ با کمک میرناصر از بندر ریگ به بحرین (جزیره‌ای که تحت کنترل شیخ عسلو بود) حمله کرد. با این حال، آنها تا سپتامبر عقب رانده شده و مجبور به عقب‌نشینی شدند.[۱۶۰] شیخ عسلو سپس بوشهر را در نوامبر با کمک سایر اعراب هوله محاصره کرد، اما این حمله بی‌نتیجه ماند و به زودی مجبور به رفع محاصره شدند. اتحاد بندر ریگ و بوشهر سرانجام توانست بحرین را تصرف کند، اما حاکم بندر ریگ نصر را متقاعد کرد که به بوشهر بازگردد و جزیره را به او بدهد. اما در سال ۱۷۵۳ حمله بندر گناوه میرناصر را مجبور به بازگشت به بندر ریگ کرد و به نصر آل‌مذکور اجازه داد جزیره را تصرف کند.[۱۶۰][۱۶۱] در طول درگیری بر سر بحرین، خود جزیره به شدت توسط هرج و مرج تضعیف شده بود. به نظر می‌رسد که آل‌مذکور از بحرین به عنوان مکانی برای فرستادن مبتلایان به جذام و بیماری‌های مقاربتی استفاده می‌کرد.[۱۶۲]

### بحرین نو پیش از انقلاب
- تأسیس حکومت آل خلیفه (سال ۱۷۸۳ میلادی / ۱۱۶۲ هجری شمسی): خانواده آل خلیفه به بحرین حملت کردند و قدرت را از ایران به دست می‌گیرند.[۱۶۳] آل خلیفه حکومت خود را بر بحرین تأسیس کرد که نشان دهنده گذار به سلطه سنی بود. قبایل عرب سنی، به ویژه آل خلیفه، در بحرین به قدرت رسیدند. آنها حکومت خود را تأسیس کردند که نشان دهنده گذار از سلطه شیعه به سنی بود. اهل سنت فارسی‌زبان بحرین به همراه قبایل (هوله) کنترل بحرین را به دست گرفتند و زمینه را برای یک جزیره با اکثریت سنی‌مذهب فراهم کردند. اهل سنت فارسی‌زبان تا حدودی مسئول حکومت سنی در بحرین هستند.[۵۳]
- دوره قاجاریه (۱۷۹۴ تا ۱۸۲۰ میلادی): بحرین هنوز تحت تأثیر دولت قاجاریه قرار داشت، اما با تقویت قدرت آل خلیفه و حمایت بریتانیا، کنترل واقعی بحرین از دست قاجاریه خارج شد. در واقع، چشم‌پوشی ایران از بحرین، بخشی از یک «طرح» غربی بود.[۱۶۴]
- تاریخچه تصرف بحرین توسط سعودی‌ها و آل خلیفه (۱۷۹۶–۱۸۱۰ / ۱۱۷۵–۱۱۸۹ شمسی): در سال ۱۷۹۶ (۱۱۷۵ شمسی)، سعودی‌ها پس از اشغال احساء در اوایل همان سال، زبارة را اشغال کردند. سلمان بن احمد که جانشین پدرش شده بود، سپس به جو در سواحل شرقی بحرین نقل مکان کرد و بعداً به الرفاع منتقل شد و در آنجا قلعه‌ای شگفت‌انگیز ساخت. در سال ۱۷۹۹ (۱۱۷۸ شمسی)، حاکم مسقط و عمان حمله‌ای به بحرین کرد اما نتوانست آن را تصرف کند. در سال بعد، دوباره به بحرین حمله کرد و این بار موفق به اشغال آن شد و پسرش را برای نظارت بر جزیره منصوب کرد. در سال ۱۸۰۱ (۱۱۸۰ شمسی)، آل خلیفه که به زبارة فرار کرده بودند، توانستند کنترل بحرین را بازپس گیرند و از نبود ناوگان عمانی بهره ببرند. عمانی‌ها تصمیم گرفتند سال بعد (۱۸۰۲–۱۱۸۱ شمسی) از اخراجشان از بحرین انتقام بگیرند، اما شکست خوردند. سعودی‌ها که از آل خلیفه در مقابل عمان حمایت کرده بودند، بحرین را از سال ۱۸۰۳ تا ۱۸۰۹ (۱۱۸۲ تا ۱۱۸۸ شمسی) تحت حمایت خود قرار دادند و سپس از سال ۱۸۱۰ (۱۱۸۹ شمسی) تحت کنترل مستقیم خود گرفتند.
- مهاجرت ایرانیان از ۱۲۷۹ تا ۱۳۷۹ هجری شمسی (۱۸۰۰ تا ۲۰۰۰ میلادی) از استان‌های جنوبی ایران، از جمله فارس، بوشهر و هرمزگان، و کهگیلویه به بحرین، امارات، کویت، قطر، و عمان در طول این دوره ادامه داشت.[۱۵۲]

- مهاجرت از بوشهر در مقاطع مختلف تاریخی رخ داده است و از دهه ۱۸۵۰ (دهه ۱۲۲۹ شمسی) به‌طور چشمگیری افزایش یافت. این افزایش مهاجرت بیشتر به دلیل عوامل طبیعی و کمبود باران در منطقه، همراه با ناآرامی‌های داخلی، بسیاری را به مهاجرت به بحرین وادار کرد. به قول بوشهری: «هیچ‌کس کشور و سرزمین و قبیله خود را ترک نمی‌کند مگر اینکه به دلیل نیاز مجبور باشد».[۲]: 8

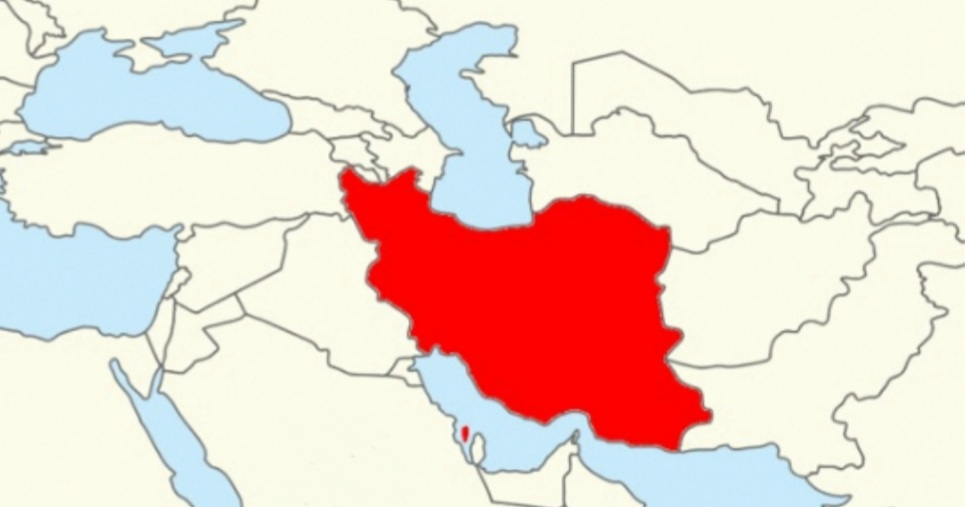
نقشه ایران در زمان پهلوی

- ورود خانواده «بوشهری» به بحرین در سال ۱۸۶۰ میلادی (۱۲۳۹ شمسی) رخ داده است.[۲]: 16 [۱۶۵]

- ضعف قدرت سعودی‌ها به دلیل پیشرفت حمله مصری در سال ۱۸۱۱ (۱۲۳۰ شمسی) منجر به اعلام آل خلیفه اتحادشان با عمان شد، که در این زمان به امام عمان خراج پرداختند تا مدت دو سال. پس از آن که عمان به دلیل شکست خوردن در مقابل قواصم ضعیف شد، آل خلیفه استقلال خود را از عمان اعلام کردند. رحمة بن جابر الجلهمی، رهبر جلاهمة که مقر آن در خور حسن است، مخالف آل خلیفه بود که دشمنی شدیدی با آنها داشت. رحمة با قرصنه کشتی‌های آل خلیفه و حمایت از دشمنانشان، در معرکه‌ای مهیج در سال ۱۸۲۶ (۱۲۴۵ شمسی) کشته شد. در سال ۱۸۲۰ (۱۲۳۹ شمسی)، نیروی بریتانیا که در منطقه مهم بود، «معاهده صلح» با رهبران قبایل از جمله آل خلیفه امضا کرد. در این معاهده، بریتانیا به آل خلیفه به عنوان حکمرانان «شرعی» در بحرین اعتراف کرد، اما همچنین به فارس‌ها فرصتی برای ادعا بر بحرین داد که تا استقلال بحرین در سال ۱۹۷۱ (۱۳۵۰ شمسی) ادامه داشت. در این مدت، عمان و نه فارس، تهدید خارجی اصلی برای بحرین بودند. عمان چهار حمله نظامی به بحرین انجام داد از سال ۱۸۱۶ تا ۱۸۲۸ (۱۲۳۵ تا ۱۲۴۷ شمسی) که همه این حملات شکست خوردند و در نهایت عمانی‌ها زیان‌های زیادی دیدند. در دورهٔ حکمت محمد بن خلیفه (۱۸۴۳–۱۸۶۸)، سعودی‌ها، عثمانی‌ها و ایرانی‌ها تهدید به اشغال بحرین کردند. محمد تلاش کرد تا هر دوی عثمانی‌ها و ایرانی‌ها را راضی کند و پشتیبانی خود را از آنها نشان دهد. نسبت به سعودی‌ها، محمد تصمیم گرفت به گزینه نظامی روی آورد، اما بریتانیا مخالفت کرد و پیشنهاد دفاع مشترک برای بحرین ارائه داد. هنگامی که محمد از قطع حمله نظامی خود انصراف داد، بریتانیا به‌طور مستقیم دخالت کرد و ناوگان جنگی او را محاصره کرد و او را مجبور به لغو حمله کرد.[نیازمند منبع]
- آغاز مستعمره انگلیس (۱۸۶۱ میلادی): بحرین به مستعمره انگلیس تبدیل شد که بر چشم‌انداز سیاسی و اقتصادی آن تأثیر گذاشت، در حالی که آل خلیفه همچنان حاکم باقی ماندند. بریتانیا مسئولیت دفاع و روابط خارجی بحرین را بر عهده می‌گیرد.[۱۶۳] بریتانیا در سال ۱۸۶۱ (۱۲۴۰ شمسی) به امضای «معاهده هدن دائم برای صلح و دوستی» پرداخت که حاکم بحرین را ملزم به عدم شرکت در «دادگاه‌های جنگ، قرصنگی و برده‌داری در دریا» می‌کند، در عوض بریتانیا تضمین کننده حمایت بحرین می‌شود. بریتانیا تمام تهدیدات خارجی را علیه بحرین از بین برد.
- شورش علیه فارس‌ها (۱): واکنش ساکنان محلی در بحرین علیه مهاجران برای اولین بار در بازارهای منامه در سال ۱۹۰۴ میلادی (۱۲۸۳ خورشیدی) رخ داد، که حادثه‌ای بود که بریتانیایی‌ها از آن به‌عنوان «شورش علیه فارس‌ها» یاد کردند. پس از این حادثه، بریتانیایی‌ها کنترل زندگی مهاجران ایرانی در بحرین را در دست گرفتند. به‌گفته محققان، دولت مرکزی ایران از بریتانیایی‌ها خواست که نماینده آنها باشند تا عدالت برای شهروندان ایرانی در بحرین اجرا شود. این درخواست به‌عنوان یک راه‌حل موقت از سوی ایرانیان در نظر گرفته شد، به‌جای آنکه کاملاً قضاوت قضایی خود را به بریتانیایی‌ها واگذار کنند. پژوهشگران توضیح می‌دهند که این درخواست، در نگاه تاریخی، عجیب نیست زیرا سرزمین‌های مرزی با خلیج فارس در طول قرون در مناطق هم‌پوشانی وجود داشته‌اند. به همین دلیل، این درخواست بازتابی از این باور ایرانیان بود که آنها بر بحرین کنترل خواهند داشت به‌دلیل تداخل مناطق جغرافیایی. در سال ۱۹۰۹ میلادی (۱۲۸۸ خورشیدی)، بریتانیایی‌ها شیخ بحرین را متقاعد کردند که سرانجام بر مهاجران ایرانی نظارت کند، پس از پنج سال تلاش برای متقاعد کردن او که ایرانیان خارجی هستند. اما برخلاف بریتانیایی‌ها، که اصطلاحاتی مانند «بحرینی» و «غیر بحرینی» را استفاده می‌کردند، شیخ بحرین ایرانیان را به‌عنوان اتباع خود می‌دانست و نه خارجی یا غریبه. توصیف ایرانیان به‌عنوان خارجی‌هایی که نیاز به حفاظت بریتانیایی دارند، برای ایجاد یک درک رسمی و قانونی جدید از مفهوم تعلق که با منطقه‌ای شدن خلیج فارس پیوند نزدیک دارد، به کار رفت.[۴]
- ۱۹۱۳ میلادی (۱۲۹۲ خورشیدی): بریتانیا و دولت عثمانی توافقنامه‌ای امضا می‌کنند که استقلال بحرین را به رسمیت می‌شناسد، اما کشور همچنان تحت اداره بریتانیا باقی می‌ماند.[۱۶۳]
- در سال ۱۹۰۵ میلادی، عجم بحرین حدود سال ۱۶۵۰ تخمین زده شد.[۴۷]
- فرار بوشهری‌ها از رضا شاه: به قول یکی از ایرانیان بحرین - فارس‌ها از رضا شاه و انگلیسی‌ها رنج می‌بردند. برخی از آنها برای امرار معاش به بحرین مهاجرت کردند و برخی از آنها از ترس جان خود به شدت از زندان گریختند زیرا با انگلیسی‌ها می‌جنگیدند. از بوشهر می‌آمدند. فاصله بوشهر تا بحرین با لینگ ۸۱ ساعت است. این بین سالهای ۱۹۲۰ (سالهای ۱۲۹۹ تا ۱۳۱۹ شمسی) و ۱۹۴۰ (سالهای ۱۳۱۹ تا ۱۳۳۹ شمسی) قبل از جنگ جهانی دوم بود.[۲]: 19–20
- ترکیب پلیس: در سال ۱۹۲۰ [۱۲۹۹-۱۳۰۰ هجری شمسی] از فداویه به جای شرطی‌های شهری تبدیل شد. در سال ۱۹۲۲ [۱۳۰۱-۱۳۰۲ هجری شمسی] بیشتر پلیس‌ها فارس بودند،[۱۶۶] اما در سال ۱۹۲۴ [۱۳۰۳-۱۳۰۴ هجری شمسی] صد بلوچی به پلیس اضافه شدند.[۶۰] بلوچ‌ها بعداً به دلیل حوادث متعدد ناکارآمدی و نامنظمی از کار انداخته شدند و به جای آنها از بازنشستگان پنجابی از ارتش هند استفاده شد تا سال ۱۹۳۲ [۱۳۱۱-۱۳۱۲ هجری شمسی]. فرهنگ تجنید اقلیت‌ها ادامه داشت که منجر به اجتناب بحرانی‌ها از پیوستن به پلیس شد و تا دهه ۱۹۶۰ [۱۳۳۹-۱۳۴۰ هجری شمسی] تنها ۲۰٪ از پلیس را بحرینی‌ها تشکیل می‌دادند در حالی که بقیه از اقلیت‌های خارجی تشکیل شده بودند (بلوچ، یمنی‌ها، عمانی‌ها و سایر ملیت‌ها). ارتش بحرین در سال ۱۹۶۸ [۱۳۴۷-۱۳۴۸ هجری شمسی] تأسیس شد و الگوی ارتش اردن را انتخاب کرد. این ارتش از بحرینی‌های با ریشه قبایل سنی تشکیل شده بود در حالی که شیعه‌های روستایی در ادارات غیرنظامی استخدام می‌شدند. به‌طور کلی، سنی‌های با ریشه قبایل در ادارات مانند دادگستری، داخلی، ارتش و مهاجرت حاکم بودند در حالی که شیعه‌ها در ادارات فنی مانند آب، بهداشت، مالیات و برق مسئولیت داشتند.
- شورش علیه فارس‌ها (۲): در سال ۱۹۲۳ میلادی (۱۳۰۲–۱۳۰۳ هجری شمسی)، اعمال خشونت گسترده‌ای رخ داد پس از وقوع حوادث کوچک در اوایل همان سال. این بحران اجتماعی نزاع قومی بود، جایی که نجدی‌های حضرت سنی در برابر فرس‌های شیعه در مناطق شهری و نجدی‌های قبیله‌ای در برابر روستاییان شیعه قرار گرفتند. دواسر از البدیع و برخی از اعضای آل خلیفه، روستاهای شیعه‌نشین باربار، عالی و ستره را حمله کردند و اعمال شورش در منامه بین نجدی‌ها و فرس‌ها آغاز شد. این اعمال خشونت منجر به کشته شدن ۱۲ نفر، زخمی شدن ده‌ها نفر و تجاوز به زنان، همچنین تخریب مال و ممتلکات شد. خشونت پس از ورود ناوگان بریتانیا به بحرین متوقف شد و پس از اینکه حاکم عیسی بن علی مجبور به تنازل از حکم شد، قدرت به پسرش حمد واگذار شد. شکایات و بحران‌های سیاسی در دوره حمد همچنان ادامه داشت.[نیازمند منبع]
- تأثیر سیاست‌های رضاشاه بر ایرانیان بحرین (۱۹۲۵ میلادی - ۱۳۰۴ خورشیدی): در نشریه شماره ۱۳۴۶ صحیفه الوقت بحرینی (ص۴۴)، به نقل از «د. علی اکبر بوشهری» آمده است که پس از روی کار آمدن رضاشاه در سال ۱۹۲۵ (۱۳۰۴ خورشیدی) و پیروی از سیاست‌های ملی‌گرایانه، ترس از فارس‌ها در بحرین افزایش یافت. هر رویداد ناخوشایندی که در ایران رخ می‌داد، فشار فوری بر ایرانیان بحرین وارد می‌کرد. این وضعیت باعث شد که ایرانیان بحرین به‌طور مداوم در مواجهه با تنش‌ها بین ایران و کشورهای حاشیه خلیج فارس آماده باشند. پس از انقلاب اسلامی ایران، این فشارها و ترس‌ها افزایش یافت.[۲]: 44–45
- مهاجرت خانواده‌های سنی محافظ از ایران: در دهه ۱۹۳۰ (دهه ۱۳۱۰ شمسی)، برخی از خانواده‌های سنی محافظه‌کار از ایران به بحرین مهاجرت کردند، زیرا از ترس رضاشاه بود که زنان مجبور به برداشتن حجاب شدند. آن دهه سی بود.[۲]: 17–18
- کشف نفت (سال ۱۹۳۱–۱۹۳۲ میلادی): ۱۹۳۱ (۱۳۱۰ خورشیدی): شرکت نفت بحرین، یکی از شرکت‌های تابعه استاندارد اویل، نفت را کشف کرده و تولید از سال بعد آغاز می‌شود.[۱۶۳] کشف نفت رونق اقتصادی به همراه آورد اما همچنین نگرانی‌هایی را در مورد مدیریت منابع و نفوذ خارجی ایجاد کرد.مراسم فارغ‌التحصيلي در مدرسهٔ ايرانيان (بحرين) سال ۱۳۱۷ (1937 یا 1938 میلادی)

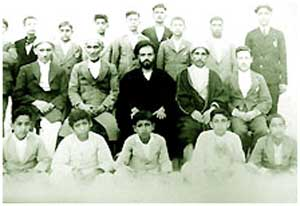
مراسم فارغ‌التحصيلي در مدرسهٔ ايرانيان (بحرين) سال ۱۳۱۷ (1937 یا 1938 میلادی)

- ۱۹۳۹ (۱۳۱۸ خورشیدی): بریتانیا تصمیم می‌گیرد که جزایر حوار که بین بحرین و قطر قرار دارند، متعلق به بحرین هستند.[۱۶۳]
- ۱۹۶۱ (۱۳۴۰ خورشیدی): شیخ عیسی بن سلمان آل خلیفه حاکم بحرین می‌شود.[۱۶۳]
- شهریور ۱۳۴۵ (1966 میلادی): محمدرضا شاه در مصاحبه با روزنامه گاردین لندن در شهریور ۱۳۴۵ (1966 میلادی) گفته‌بود: «بحرین با توجه به اینکه ذخایر مروارید در سواحل آن به پایان رسیده‌است، از نظر ایران اهمیتی ندارد.». انگلیس به ذهن شاه چنین القا می‌کردند که بحرین فقیر است و ایران می‌تواند از حاکمیت خود دست بردارد، و ماندن بحرین با ایران هزینه‌اش از سودش بیشتر است.[۱۶۷]
- ۱۹۷۰، می (اردیبهشت ۱۳۴۹): شاه ایران ادعای کشورش بر حاکمیت بر بحرین را پس از گزارش سازمان ملل که نشان می‌دهد بحرینی‌ها استقلال را به حکومت بریتانیا یا ایران ترجیح می‌دهند، رها می‌کند. پس از فرار شاه در سال ۱۹۷۹، دولت اسلامی ایران از به رسمیت شناختن این انصراف خودداری می‌کند.[۱۶۳]
- استقلال (و نقش پارسیان بحرین): در جریان رویداد بزرگ همه‌پرسی عمومی در سال ۱۹۷۰، یک هیئت از سازمان ملل به بحرین آمد و این همه‌پرسی شامل سه سؤال بود: آیا می‌خواهید به ایران بپیوندید، تحت حمایت بریتانیا بمانید یا می‌خواهید یک کشور مستقل باشید؟ موسی الانصاری می‌گوید: «این همه‌پرسی مانند همه‌پرسی منشور نبود. عجم/فارس‌ها خواستار شدند که بحرین یک امارت مستقل تحت قانون اساسی باشد که حقوق همه را تضمین کند. حقوق ما به عنوان اقلیت‌ها نیز باید تضمین شود. عجم/فارس‌ها با بحرینی‌ها ادغام شده بودند و خواستار یک دولت مستقل قانون اساسی بودند. بیایید واقع‌بین باشیم، هر قومی به نژاد خود افتخار می‌کند و کسی که به آن افتخار نکند، بی‌خیر است. من به همه‌پرسی رفتم و رأی دادم که بحرین مستقل، دارای حاکمیت و تحت یک قانون اساسی دموکراتیک باشد. شرط گذاشتم که اقلیت‌ها مورد احترام قرار گیرند؛ زیرا در زمان استقلال، نمی‌دانید چه اتفاقی خواهد افتاد. من به عنوان یک بحرینی به همه‌پرسی رفتم اما نمی‌خواستم هویتم به عنوان یک فارس از دست برود».[۲]: 51–52  اکثریت قاطع اهالی بحرین خواستار شناسایی هویت خود به عنوان یک کشور مستقل و دارای حق حاکمیت هستند و در ایجاد روابط با سایر کشورها آزادی عمل داشته باشند.[۱۶۸][۱۶۹] بحرین در سال ۱۹۷۱ میلادی (۱۳۴۹ شمسی) از بریتانیا و ایران استقلال یافت.
- دوره پیش از انقلاب: قبل از دهه ۱۹۹۰ میلادی (دهه ۱۳۷۰ شمسی)، از دوره‌ای که شاه حکومت می‌کرد تا اواسط دهه نود میلادی پس از انقلاب، ایرانیان بحرینی روابط نزدیکی داشتند، در کنار هم زندگی مسالمت آمیزی داشتند و هویت فرهنگی ایرانی خود را حفظ می‌کردند،[۱۷۰][۱۷۱] فیصل الشیخ (نویسنده ستون‌نویس در روزنامه محلی بحرینی، الوطن) به یاد می‌آورد که بحرین همواره کشوری بوده است که جوامع مختلف در آن با هم در هماهنگی زندگی می‌کردند، به‌طوری که خانه‌های مسلمانان سنی و شیعه به روی یکدیگر باز بود و مراسم فرهنگی و مذهبی مشترک مانند بازدید از مساجد یکدیگر و تبادل غذاها در ماه رمضان داشتند. با این حال، با تلاش‌های گروه‌هایی مانند الوفاق که به دروغ ادعا می‌کردند نماینده همه شیعیان بحرینی هستند و تفرقه مذهبی را ترویج می‌دادند، با تأثیرات خارجی مانند رژیم ایران، بافت اجتماعی شروع به از هم پاشیدن کرد. با وجود این چالش‌ها، بسیاری از بحرینی‌ها، از جمله اعضای "ماتم العجم الکبیر" و باشگاه‌هایی مانند باشگاه منامه، در برابر تهدیدات ایرانی ایستادگی کرده و وفاداری خود را به بحرین حفظ کرده‌اند و بر وحدت ملی خود برتر از تفرقه‌های مذهبی تأکید کرده‌اند.[۱۷۲]

### بحرین نو پس از انقلاب
ما را متهم به عدم وفاداری می کنند. منظورشان این است که ما وفاداری نداریم؟ متجاوز بین عجما و عربا فرقی نمی گذارد. همه ما باید از این سرزمین دفاع کنیم که ما را به هم نزدیک می کند.— ناصر حسین، تاریخ العرق الفارسی فی البحرین، صحیفة الوقت، ص۸۳
انقلاب ایران در سال ۱۹۷۹ تغییرات سیاسی و ایدئولوژیکی قابل توجهی در منطقه ایجاد کرد. پویایی داخلی بحرین تحت تأثیر قرار گرفت و منجر به افزایش تنش بین دولت سنی و اکثریت شیعه، از جمله ایرانیان بحرینی، شد. این رویدادها تأثیر منفی انقلاب اسلامی بر ایرانیان بحرین و بحرین را به‌طور کلی نشان می‌دهد:
1. پس از انقلاب اسلامی در ایران، مهاجران بیشتری به بحرین روی داد.[نیازمند منبع]
2. شهروندی و مشکلات اجتماعی: وفاداری پارسیان به میهن خود بحرین ثابت است، حتی با وجود اینکه در گذشته بخش بزرگی از آنها از شهروندی بحرینی، اشتغال و بورس‌های تحصیلی محروم شدند و به اخراج اجباری و تشردگی کشیده شدند و وفاداری آنها مورد تردید قرار گرفت. این مسائل هیچ تأثیری بر صداقت و تعهد آنها به کار و تداوم حضورشان در کشور نداشت. به دلیل این مشکلات، عجم/فارس‌های بدون تابعیت مجبور شدند املاک خود را به نام دیگران که تابعیت دارند ثبت کنند، زیرا حتی فکرش را هم نمی‌کردند که در ایران یا خارج از ایران خانه‌ای خریداری کنند. این نشان‌دهنده وفاداری آنها به وطن عزیزشان است، یوسف امرالله می‌گوید: «وقتی جانشینی یا تفاهم آنها بین ایران و بحرین ایجاد شود و طرف ایرانی در قاعده باشد و دسته ای از محاسبات از جانب شبهه در شأن در جمهوری اسلامی ایران، قضاوت فعلی بعد از انقلاب است. در این صورت، این چارچوب‌ها خود را زیر سؤال می‌برند، از جمله مخالفانی که متهم به تشریفات تبعید هستند. این راهی است که جدایی بین مرجعیت و مردم را جدا می‌کند تا مرجعیت را به اقتدار منافع ملی نزدیک کند. نصب کردن سرگردان خود را بیش از برای اثبات آنها برای وطن، آن است که زمانی که یک سورگوم از ملیت، کارمند و بورسیه، و همچنین به همه این در محل کار تحت تأثیر قرار نگرفته است».[۲]: 93
3. نزاع بزرگ بین عجم: از سال ۱۹۷۹ تا ۱۹۸۱ میلادی، انقلاب ایران تأثیرات چشمگیری بر هویت و روابط ایرانیان بحرینی داشت، که به جای اقامت، ساکن هستند. ابتدا، در جامعه عجم منامه، نظرات مختلفی وجود داشت؛ اکثریت به‌طور ابتدایی مخالف بودند، اما گروه کوچکی حمایت می‌کردند. در نتیجه انقلاب اسلامی، وفاداری ایرانیان بحرینی همواره محل شبهه بوده است.[۲]: 94  انقلاب «خمینی» (انقلاب اسلامی ایران) باعث جدایی ایرانیان بحرین شد.[۲]: 96  در سال ۱۹۹۶ میلادی (۱۳۷۵ شمسی)، مدرسه ایرانیان پس از تغییر نام به «مدرسه جمهوری اسلامی» تعطیل شد پس از دولت بحرین دولت ایران را به «دخالت در امور داخلی خود» متهم کرد که باعث تقویت هویت عربی شد.[۴۲][۴۳] با ورود رئیس‌جمهور سابق خاتمی در بحرین در سال ۱۹۹۸ میلادی (۱۳۷۷ شمسی)، و سخنرانی او با ایرانیان منامه که متعاقب آن تکبیر و صلوات، این دینامیک تغییر شد و حمایت از انقلاب افزایش یافت، بوشهری خاطرنشان می‌کند: «انقلاب خمینی باعث ایجاد نوعی تفرقه در بین عجم شد. حتی در جوامع دیگر. برای ما، به‌طور خاص در منامه، در ابتدا، اکثریت اقلیت مخالف بود، اقلیت حامی بود. در حال حاضر، مخالفان بسیار کمی هستند. زمانی که خاتمی رئیس‌جمهور سابق به بحرین آمد، در هتل خلیج به زبان عربی سخنرانی کرد. آنجا پر از عجم‌ها و از حمایت و دعا بود. من و دو تا از دوستانم آنجا بودیم. در نماز همه صدایشان را بلند می‌کنند جز ما. برای اولین بار احساس کردم که در میان اقلیت اقلیت شده‌ام. سه اقلیت در میان ۱۵۰۰ شرکت کننده.» این منطقه (منامه) تحت تأثیر و حمایت گسترده جامعه ایرانیان قرار گرفت، با انگیزه‌های گسترده‌ای به نمایش درآمد. این واقعیت تاریخی همچنان بر بحرین تأثیرگذار است و عناصر مذهبی، طایفه‌ای و ملی را در میان ساکنان ایرانی ترکیب می‌کند، موسی الانصاری گفت: «نمی‌دانم چرا انقلاب در بحرین این شخصیت را گرفت عدم تحملی که در بحرین وجود دارد در ایران وجود ندارد، مردم را خواهید دید موسیقی و آواز زنان نیمه حجابی را می‌شنوید که در خیابان می‌خندند، اما اینجا تو کافر هستی اگر کاست بشنوی یا آواز بشنوی، در بحرین وضعیت کاملاً متفاوت است.»[۲]: 96–101  به همین دلیل ایرانی‌تبارهای بحرین (به ویژه شیعیان)، همیشه به دوستی ایران (از نظر سیاسی و فرهنگی) متهم می‌شوند. همچنین گفته می‌شود ایرانی‌تبارهای بحرین فرهنگ فارسی و ایرانی را برتر از فرهنگ عربی می‌دانند. گاهی نیز از بیم برهم خوردن ترکیب انسانی بحرین (به نفع ایرانی‌تبارها)، سلطان اقدام به وارد کردن عربها از کشورهای دیگر می‌کند.[۱۷۳][۱۷۴] ایرانیان بحرین سنی مذهب (که خود را «عرب/هوله» می‌نامند) اغلب هموطنان شیعه خود و بحرانی‌ها (که برای برخی به نظر ژنتیکی عرب شرقی‌تری از هر دوتایشان هستند)،[۸] را به ایرانی/عجم بودن یا طرفداری از جمهوری اسلامی ایران متهم می‌کنند (بر اساس مذهبشان)،[۲۵][۱۷۴] این ادعایی کاملاً غیرعلمی است، زیرا علاقه به زبان و فرهنگ مادری هیچ ارتباطی با وابستگی سیاسی ندارد. گاهی اوقات اظهاراتی از برخی افراد صادر می‌شود که حق «عجم‌ها» برای صحبت به زبان مادری‌شان را مورد انتقاد قرار می‌دهد و شاید مشهورترین آن‌ها استیضاح نماینده محمد اسماعیل عمادی (هوله - اخوان المسلمین) از وزیر انرژی عبدالحسین علی میرزا (از عجم‌های منامه) برای منع عجم/فارس‌ها از صحبت به فارسی در شرکت نفت «باپکو» بود. این نماینده با استهزا به وزیر گفت (چطوری جان؟).[نیازمند منبع] برای دیگران (شامل ایرانیان بحرین سنی و اعراب) بسیار معمول بود که به آن‌ها بگویند: «به زبان عجمی صحبت نکنید.»[نیازمند منبع]
4. انتفاضهٔ دههٔ نود یا حوادث دههٔ نود (به عربی: انتفاضة التسعينات): یک جنبش اعتراضی در بحرین بین سال‌های ۱۹۹۴ و ۲۰۰۰ بود که شامل نیروهای چپ‌گرا، لیبرال و اسلامی بود. این جنبش منجر به کشته شدن حدود ۴۰ نفر شد و پس از آنکه حمد بن عیسی آل‌خلیفه در سال ۱۹۹۹ به امیری کشور رسید و همه‌پرسی دربارهٔ میثاق ملی در ۱۴–۱۵ فوریه ۲۰۰۱ برگزار شد، به پایان رسید.[۱۷۵] حوادث ۳ ژوئن ۱۹۹۶ در بحرین در ۳ ژوئن ۱۹۹۶، دولت بحرین اعلام کرد که یک توطئه کودتا توسط گروهی به نام «حزب‌الله بحرین» که از سوی جمهوری اسلامی ایران حمایت می‌شد، کشف شده است. در پی این کشف، بحرین سفیر خود را از ایران فراخواند و سطح نمایندگی دیپلماتیک خود را به سطح کاردار کاهش داد.[۱۶۳]
5. عهد میثاق ملی: با شروع عهد میثاق ملی، شاه حمد بن عیسی بسیاری از ایرانیان بحرین را به شهروندی بحرینی مفتخر کرد و به آنها شناسنامه داد (روزنامه الوطن بحرینی).[۴]
6. کاهش صدای لیبرالی‌ها: در سال ۲۰۰۲ در بحرین، لیبرال‌ها به تدریج صدای خود را از دست دادند، در حالی که صداهای شیعه و سنی پس از انقلاب اسلامی ایران به اکثریت تبدیل شدند. ربع قرن گذشته به تغییر چشم‌انداز سیاسی در مملکت بحرین منجر شد که در حال آماده‌سازی برای اولین انتخابات پارلمانی بود. این چشم‌انداز به دلیل کاهش نفوذ نیروهای ملی‌گرا و چپ‌گرا و پیشرفت نیروهای اسلامی، شامل سنی و شیعه، بسیار پیچیده شد. آنچه در بحرین اتفاق افتاد، تفاوت چندانی با تجربیات دموکراتیک در بسیاری از کشورهای عربی نداشت.[۱۷۶] به عنوان مثال، «منیره فخرو»، یکی از ایرانیان لیبرال بحرین، مورد تمسخر قرار می‌گرفت، در حالی که بیشتر ایرانیان بحرینی در رای‌گیری شرکت نکردند، زیرا آنها چندان گرایش سیاسی نداشتند.[۱۶۶]
7. آخرین تولید فارسی بحرینی: در سال ۲۰۰۳ میلادی - گروه «سلطانیز» آخرین آلبوم خود را منتشر کرد. آخرین آلبوم فارسی «عروسی» در سال ۲۰۰۰ میلادی بود که آخرین ساخته بحرینی به زبان فارسی برای همیشه و همیشه خواهد بود.
8. تابعیت سیاسی و دخالت‌های دولتی: در بحبوحه تلاش ایرانیان بحرین برای حفظ هویت فرهنگی خود، گزارش‌هایی از تلاش‌های دولت بحرین برای تغییر بافت جمعیتی این کشور به گوش می‌رسد. این تلاش‌ها ظاهراً شامل آوردن اتباع خارجی از کشورهایی مانند پاکستان، اعطای گذرنامه بحرینی به آنها و تشویقشان به پذیرش هویت عرب سنی می‌شود.[۱۷۷] این سیاست ادعایی از سوی برخی به عنوان تلاشی برای افزایش جمعیت سنی در بحرین تلقی می‌شود، اقدامی که به‌طور بالقوه می‌تواند توازن جمعیتی را به نفع سنی‌ها نسبت به بحرانی‌ها و ایرانیان بحرین (به ویژه شیعیان) و شهروندان بومی بحرانی برهم زند. انگیزه‌های پشت این سیاست ادعایی همچنان نامشخص است، اما نگرانی‌هایی را در مورد فرسایش تنوع فرهنگی بحرین و به حاشیه رانده شدن احتمالی جوامع بومی آن ایجاد کرده است. در سال ۲۰۱۰ «منیره فخرو» اظهار داشت که جمعیت «وعد» (جمعیه لیبرالی) از همه افرادی که به ایده‌های این جمعیت باور دارند، استقبال می‌کند. او بیان کرد که جمعیت مخالف روند فعلی اعطای سریع تابعیت و حق رای در بحرین است که باعث مشکلات زیادی شده است. فخرو توضیح داد که در بحرین تابعیت به سرعت اعطا می‌شود، در حالی که در سایر کشورها این فرایند زمان‌بر است و پس از تأیید سودمندی فرد برای کشور انجام می‌شود. او تأکید کرد که جمعیت مخالف تابعیت سیاسی و مذهبی است که به اولویت دادن به مهاجران بر بحرینی‌ها در مشاغل و مسکن منجر می‌شود. فخرو همچنین پرسید چرا حکومت به بخش بزرگی از مردم خود اعتماد نمی‌کند و آنها را در مناصب حساس مانند ارتش و دفاع قرار نمی‌دهد.[۱۷۸]
9. خیزش ۲۰۱۱ (۱۳۹۰ شمسی): مردم بحرین بومی (بحرانیا) در جریان خیزش ۲۰۱۱ مجدداً توسط برخی از اعراب جعلی (عجم/فارس سنه کو خودشان هوله می‌نامند) متهم به ایرانی بودن شدند.[۱۷۴] اکثریت تظارکنندگان بحرانیان (شیعیان) بودند، و شاید کمی ایرانیان شیعه مذهب و برخی از عربهای (سنه) و ایرانیان سنی مذهب، در این تظاهر بودند. شعاری که اغلب در میان اکثریت تظاهرکنندگان بحرانی تکرار می‌شد این بود: «الشعب یرید إسقاط النظام (مردم می‌خواهند رژیم را سرنگون کنند)».[۳۶] در این سال، کریم فخراوی کشته شد. ادعاهای زیادی مبنی بر سازماندهی این اعتراض توسط «توطئه‌های ایرانی» (منظورشان جمهوری اسلامی) وجود داشت.[۱۷۹]  منیره فخرو گفت که دولت نمی‌خواست به خواسته مردم پاسخ دهد، بنابراین آن را به یک مشکل خارجی تبدیل کرد (مداخله ایران را مقصر دانست).[۱۸۰]
10. یک مطالعه در سال ۲۰۱۳ نشان داد که اهل سنت اچمی‌ها کمتر احتمال داشت که با نژادپرستی مواجه شوند و با اهل سنت عرب‌ها به شدت هم‌پیمان بودند، و اینکه اچمی‌های اچمی‌ها و سایر عجم‌ها (ایرانیان) با پیشینه شیعه (حتی لورها) بیشتر احتمال داشت که به دلیل پیشینه دینی خود با نژادپرستی مواجه شوند.[۵۱]
11. پس از سال ۲۰۱۱ (۱۳۹۰ شمسی)، تروریسم جمهوری اسلامی در بحرین به‌طور قابل توجهی افزایش یافته است. جمهوری اسلامی تلاش‌های خود را برای سوء استفاده از بعد فرقه‌ای (شیعی) در بحرین، در سطوح سیاسی، اقتصادی و اجتماعی برای اجرای اهداف توسعه‌طلبانه خود در پادشاهی خلیج فارس، شدت بخشیده است. همچنین، تلاش‌ها برای بهره‌برداری از سیستم دموکراتیک و ناکام گذاشتن دولت افزایش یافته و اتهامات زیادی به «تروریسم ایرانی» در کشور نسبت داده می‌شود.[۱۸۱]
12. در میان هنرمندان، درگیری بین «حنان رضا» و «هند البحرینیة» در رسانه‌ها رخ داد و به سرعت حل‌وفصل شد.[۱۸۲][۱۸۳] طبق فایل‌های صوتی که به بیرون درز پیدا کرد، هند (که خود اصالتاً آفریقایی دارد) حنان را با توهین «عجمیه شیعیه» (شیعه ایرانی) مورد اهانت قرار داد.[نیازمند منبع] حنان رضا این ادعا را رد کرد و بر اصالت عربی خود پافشاری نمود.[نیازمند منبع] گفتنی است که حنان رضا همواره در کنار پادشاه بحرین می‌گیرد.[۱۸۴][۱۸۵]
13. بحرین در سال ۲۰۱۶ هرگونه روابط دیپلماتیک خود را با جمهوری اسلامی ایران قطع کرد.[۱۸۶][۱۸۷]
14. در سال ۲۰۱۹ میلادی (۱۳۹۸ شمسی) دکتر «عبدالله مدنی»، نویسنده روزنامه «الأیّام» و متخصص در امور آسیایی، در مقاله‌ای شرح می‌دهد که چگونه یکی از بحرینی‌های با اصالت فارسی یک بار به او اعتراض کرد که نام خانواده‌اش را در میان عجم‌های بحرین آورده است. مدنی یکی از مقالات خود را به بحرینی‌های عجم از نژاد ایرانی و به ویژه شیعیان اختصاص داده بود. او در مقاله خود با عنوان «کبیر العجم در بحرین» نام خانواده «اکبری» را به عنوان یکی از مشهورترین خانواده‌های عجم در بحرین به همراه نام‌های بسیاری از خانواده‌های دیگر ذکر کرده بود. اسماعیل اکبری (همسر نویسنده سوسن الشاعر و پدر عضو شورای مشورتی بحرین بسام اسماعیل البنمحمد «اکبری») به شدت اعتراض کرد. به نظر او، نام «عجم» فقط به شیعیان با اصالت ایرانی اطلاق می‌شود، نه به اهل سنت، و خانواده‌اش که «بستکی» هستند، نه «عجمی»[۲۵]
15. در ۲۴ مارس ۲۰۲۰ (۵ فروردین ۱۳۹۹)، بی‌بی‌سی گزارشی دربارهٔ رویدادهای ۲۰۱۱ منتشر کرد.[۳۶]
16. در سال ۲۰۲۲ (۱۴۰۱ خورشیدی) سمیرا رجب (وزیر سابق امور رسانه و اطلاعات بحرین، و یک بحرانی شیعه مذهب بعثی) گفت که اعتراضات بحرین در سال ۲۰۱۱ (۱۳۹۰ خورشیدی) توسط جمهوری اسلامی طرح‌ریزی شده بود و معترضان (که اکثریت بحرانیان بودند) خودشان تصمیم‌گیرنده نبودند، بلکه کسی دیگر رشته‌های آنان را می‌کشید.[۱۸۸] به گفته وی، جمهوری اسلامی از دهه ۸۰ تلاش می‌کند تا با زیر و رو کردن نظام «دمکراتیک» بر بحرین کنترل داشته باشد، این امر منجر به مرگ صداهای لیبرال و اکثریت شدن صداهای سنی در مقابل شیعه شد.[۱۸۹]

### شرایط کنونی
از زمانی که اینجا در بحرین به دنیا آمدیم، ما هرگز به تعلق به ایران فکر نکرده‌ایم، پایبندی به اصل و فرهنگ همیشه وجود داشته است، اما تمایلی به تعلق به کشور ایران نداریم— د. علی أکبر بوشهری، تاریخ العرق الفارسی فی البحرین، صحیفة الوقت، ص۵۷
همه موارد ذکر شده به ایرانیان بحرینی (اعم از شیعه، سنی، غیر مذهبی یا هر مذهب دیگری) کمک نمی‌کند که به ریشه خود افتخار کنند. با وجود این چالش‌ها، بخشی از ایرانیان بحرینی بحرین با ریشه‌های ایرانی خود ارتباط برقرار می‌کنند. این ارتباط از طریق حفظ برخی سنت‌ها و آداب و رسوم ایرانی، آشنایی با عناصر فرهنگی ایران و تسلط به زبان فارسی (در اقلیت) حفظ می‌شود. حتی در مواردی که تسلط به زبان فارسی وجود ندارد، آگاهی از هویت ایرانی همچنان در میان نسل‌های مختلف ایرانیان بحرین باقی مانده است. ایرانیان بحرینی بحرین با مجموعه‌ای پیچیده از چالش‌ها برای حفظ میراث فرهنگی خود روبرو هستند. در حالی که تعطیلی مدرسه ایرانی (که از بسیاری جهات یک واکنش قابل درک است) و سیاست‌های همگون‌سازی اجباری موانع قابل توجهی ایجاد کرده است، ایرانیان بحرینی به بحرین وفادار هستند، در آنجا دارای اموال هستند و در آنجا زاد و ولد کرده‌اند. اما انعطاف‌پذیری و عزم جامعه برای حفظ ریشه‌هایشان مشهود است.: 57  با این حال، دخالت‌های ادعایی دولت بحرین و ایران که شامل سنی‌سازی اجباری در بحرین و دخالت دولت ایران از طریق شیعیان می‌شود، لایه دیگری از پیچیدگی را به این وضعیت اضافه می‌کند و نگرانی‌هایی را در مورد آینده تنوع فرهنگی بحرین و حقوق جوامع بومی آن ایجاد می‌کند.
از می ۲۰۲۴ (میلادی)؛ دولت کشور بحرین در تلاش برای برقراری مجدد روابط دیپلماتیک با ایران است. حمد بن عیسی آل خلیفه، پادشاه بحرین به ولادیمیر پوتین، رئیس جمهور روسیه گفت که پادشاهی بحرین مشتاقانه منتظر از سرگیری روابط دیپلماتیک با ایران در سفر 23 ماه مه به روسیه است. رسانه عربستان سعودی الشرق الاوسط گزارش داد که ملک حمد گفت: «ما با ایران مشکل داشتیم، اما دیگر نه. ما دلیلی برای به تاخیر انداختن عادی سازی روابط با آن نمی بینیم.»  روز دوشنبه ۲۴ ژوئن (۴ تیر) 2024 بحرین و ایران توافق کردند در مورد چگونگی از سرگیری روابط سیاسی مذاکره کنند.

## نامهای نواحی بحرین
نام بسیاری از روستاهای بحرین از زبان فارسی گرفته شده است، تصور می‌شد که این نام‌ها در نتیجه تأثیرات پیوند تاریخی بحرین با فرهنگ ایرانی، به ویژه از طریق امپراتوری هخامنشی، ساسانی،: 72  و صفویه بر بحرین و حکومت قبلی پارسیان بوده است.
| نام (اکنون) | اصل               | ریشه فارسی | معنی |
| ----------- | ----------------- | ---------- | --- |
| المنامه     | منامه             | من + نامه  | من نامه ام، مکان نامه یا محل ارسال نامه، شهر پایتخت که اکثر ایرانیان بحرین در آن بودند |
| عدلیه       | ظلمآباد           | ظلم آباد   | مانند نام یه روستایی در شهرستان گتوند، خوزستان ایران - برخلاف نام اصلی، این مکان ظلم نیست، و شهر عاشقان شده است.: 106 |
| الدراز      | دراز              | دراز       | روستایی کشیده در امتداد خط ساحلی. |
| البسیتین    | بسیطین/بسیتین     | بس + تن    | مکان بساط (محل گستردن بساط، بازار)، مانند نام یه روستایی در شهرستان رامهرمز، خوزستان ایران - (منطقه بحرانیا) |
| المالکیة    | مالچِیه            | مال + چیه  | مال چی است، مانند نام یه منطقه در اهواز در استان خوزستان ایران - (منطقه بحرانیا) - افراد محلی هنوز از آن به عنوان «مالچِیه» یاد می‌کنند و دارای یک اقیانوس/ساحل معروف است. |
| شَهرکان      | شِهرکان            | شهر + کان  | شهر کان ← کان شهر ← محل شهر / شهر قدیمی |
| کرزکان      | کرزکان            | کرز + کان  | کرز کان، کان کرز، محل کرز؟ |
| الشاخورة    | شاه خورا          | شاه + خورا | شاه خورا ← شاه‌آخور ← آخور شاه (اصطبل پادشاه). |
| جرداب       | گردآب             | گرد + آب   | گردآب - گرداب آب: محل چرخش آب. |
| سلماباد     | سلمآباد           | سلم + آباد | جای آباد و سِلم. |
| کرباباد     | کربآباد           | کرب + آباد | جای کرب و غم. |
| دِمستان      | دبستان            | دب + استان | یعنی مدرسه.: 134 |
| دیه         | دیه               | دیه        | روستای.: 134 |
| کرانه       | کرانه             | کرانه      | ساحل. |
| باربار      | بار بار           | بار + بار  | بار بار - دوبار (Again and again) - ممکن است کلمه بار برای تأیید ورود محموله‌ها یا محموله‌های خارجی به ساحل تکرار شده باشد. |
| سماهیج      | سه ماهی / مشماهیج | سه ماهی    | سه ماهی.: 134–22 درباره منشأ نام سماهیج، البکری با نقل قول از دیگران می‌گوید: "سماهیج از فارسی «سه» (سه) و «ماهی» (ماهی) گرفته شده و به این ترتیب، «سه ماهی»." تغییر صدای «ی» نهایی در شکل فارسی «ماهی» به «ج» به‌طور محلی بسیار تلفظ می‌شود، که یک ویژگی آوایی شناخته شده به نام "اج اجه" است و به قبایل قداعه نسبت داده شده است، مانند کلمه تمیمی (فردی که متعلق به قبایل بنی تمیم است) که به صورت تمیمیج تلفظ می‌شود.: 134–22 |

احتمالاً نام‌های نواحی دیگر در بحرین مانند «الدیر» (به معنی صومعه) و «سماهیج» (که در اصل «مشماهیج» بوده است) شاید ریشه‌های نسطوری مسیحی دارند که به دوره مسیحیت در تاریخ بحرین بازمی‌گردند. در واقع، باستان‌شناسان بین سال‌های ۲۰۱۹ تا ۲۰۲۳ میلادی بقایای یک کلیسای مسیحی را در «سماهیج» کشف کردند که با استفاده از تاریخ‌گذاری رادیوکربن به قرن‌های چهارم تا هشتم میلادی مربوط می‌شود، یعنی پیش از ورود اسلام به بحرین. برخی از نام‌های مکان در بحرین به دوران تیلوس برمی‌گردند، به عنوان مثال، حومه مسکونی «عراد» در محرق، اعتقاد بر این است که از «آرادوس»، نام یونانی باستانی جزیره محرق سرچشمه گرفته است.

## سرشناسان
- کریم فخراوی (به عربی: كريم فخراوي): از بنیانگذاران الوسط، یکی از روزنامه‌های محبوب در بحرین.
- غاده جمشیر (به عربی: غادة جمشیر): فعال حقوق زنان.
- زینب العسکری (به عربی: زینب عسکری): نویسنده و بازیگر.
- احمد سلطانیز: خواننده خوش صدای گروه سلطانیز از گروه‌های معروف بستکی و بندری بحرین که نمونه ای از گروه‌های متعدد موسیقی در کشور بحرین می‌باشند که اکثراً ملیت ایرانی دارند.
- سونیا جناحی (به عربی: سونيا جناحي): استراتژیست تجارت و بازاریابی (اچمی جناحی).[۱۴۹]
- فتحیه بستکی (به عربی: فتحیه البستکی): فعال حقوق حیوانات بحرینی (اچمی بستکی).[۱۹۶][۱۹۷]
- فاطمه کازرونی (به عربی: فاطمة كازروني): بازیگر.
- حسن ابٌل (به عربی: حسن ابُل): صاحب رستوران‌های کباب ایرانی «زبان عربی: مشویات حسن ابُل».[۱۱۴]
- أحمد بهزاد (به عربی: احمد بهزاد): یک سیاستمدار بحرینی که در حال حاضر از سال ۲۰۰۶ (میلادی) سمت عضویت مجلس شورا را بر عهده دارد.[۱۹۸]
- محمد حسین جهرمی (به عربی: محمد حسين جهرمي): کمدین و انفلوئنسر بحرینی.[۱۹۹]
- خالد جناحی (به عربی: خالد جناحي): کمدین و انفلوئنسر بحرینی.[۲۰۰]
- سوسن کوهجی (به عربی: سوسن الكوهجي): نفلوئنسر بحرینی.[۲۰۱]
- حنان رضا (به عربی: حنان رضا): خواننده بحرینی.
- عبد الحسین علی میرزا (به عربی: عبدالحسين علي ميرزا): وزیر انرژی بحرینی.
- زینب عبد الامیر (به عربی: زينب عبد الأمير): یک سیاست‌مدار و روزنامه‌نگار بحرینی است. او از ۱۲ دسامبر ۲۰۱۸ نماینده مجلس نمایندگان بحرین برای حوزه هفتم در استان پایتخت می‌باشد. برخی معتقدند که او احتمالاً از لرها یا آچمی‌های ایرانی ساکن بحرین است.
- دانا زوباری: مالک یک شرکت پیشرو بحرینی در زمینه پوشاک ورزشی.[۲۰۲]
- فوزیه زینل (به عربی: فوزية زينل): متولد 1961 میلادی، سیاستمدار و فعال اجتماعی بحرینی است که از 28 دسامبر 2022 سفیر پادشاهی بحرین در جمهوری عربی مصر بوده و پیش از این در دوره دسامبر رئیس مجلس نمایندگان بوده است. 12، 2018 تا 12 دسامبر 2022 (اچمی).[۲۰۳] پدربزرگ او در حدود سال 1912 میلادی تصمیم گرفت به همراه برادرش به بحرین مهاجرت کند. گفته می شود پدرش از اصل و نسب آچمی و مادرش مصری است.
- مهدی اشکنانی (به عربی: مهدي أشكناني): مدل بحرینی.[۲۰۴]
- علی محمد اسحاقی (به عربی: علي محمد إسحاقي): متولد 1968 میلادی (1347 شمسی)، معاون برجسته بانکی و برنده نشان درجه یک کارایی از پادشاه کشور. در عرصه ورزشی، اسحقی از سال 2008 به عنوان رئیس هیئت مدیره فدراسیون هندبال بحرین فعالیت می کند. او همچنین عضویت در هیئت مدیره کمیته المپیک بحرین و نایب رئیس فدراسیون هندبال آسیا را بر عهده دارد.[۲۰۵]
- خالد فؤاد (به عربی: خالد فؤاد): خوانند بحرینی.[۲۰۶] مادرش اچمی است.
- عبدالله بستکی (به عربی: عبدالله البستكي): یک تاجر بحرینی و نامزد مجلس نمایندگان (حوزه محرق).[۲۰۷]
- د. علی اکبر حبیب بوشهری: نویسنده و مؤرخ بحرینی.[۲۰۸][۲]
- حسین جواد پرویز (به عربی: حسين جواد برويز): زادهٔ ۱۹ آذر ۱۳۶۶، یکی از فعالان برجسته بحرینی ایرانی تبار در زمینه حقوق بشر است.
- جان البلوشي: فیلمساز بلوچی بحريني.
- اسحاق قاسم خنجی (به عربی: إسحاق قاسم خنجي): متولد 1943 منامه، بحرین - درگذشته 23 ژوئن 2014 در منامه، بحرین، معلم، بازیکن فوتبال و هنرمند بحرینی بحرینی.
- نوره البلوشی (به عربی: نورة البلوشي): بازیگر بحرینی.
- نایلا جناحی (به عربی: نيلة جناحي): مجری تلویزیون بحرین.
- دانیال دشتی (به عربی: دانيال دشتي): مدل بحرینی.[۲۰۹]
- سمیره رجب: فعال سیاسی بعثی که خود را بحرانی عرب بعثی معرفی می‌کند. مادر او از تبار ایرانی است و این ممکن است ظاهر شبیه به ایرانی او را توضیح دهد.

## نگارخانه

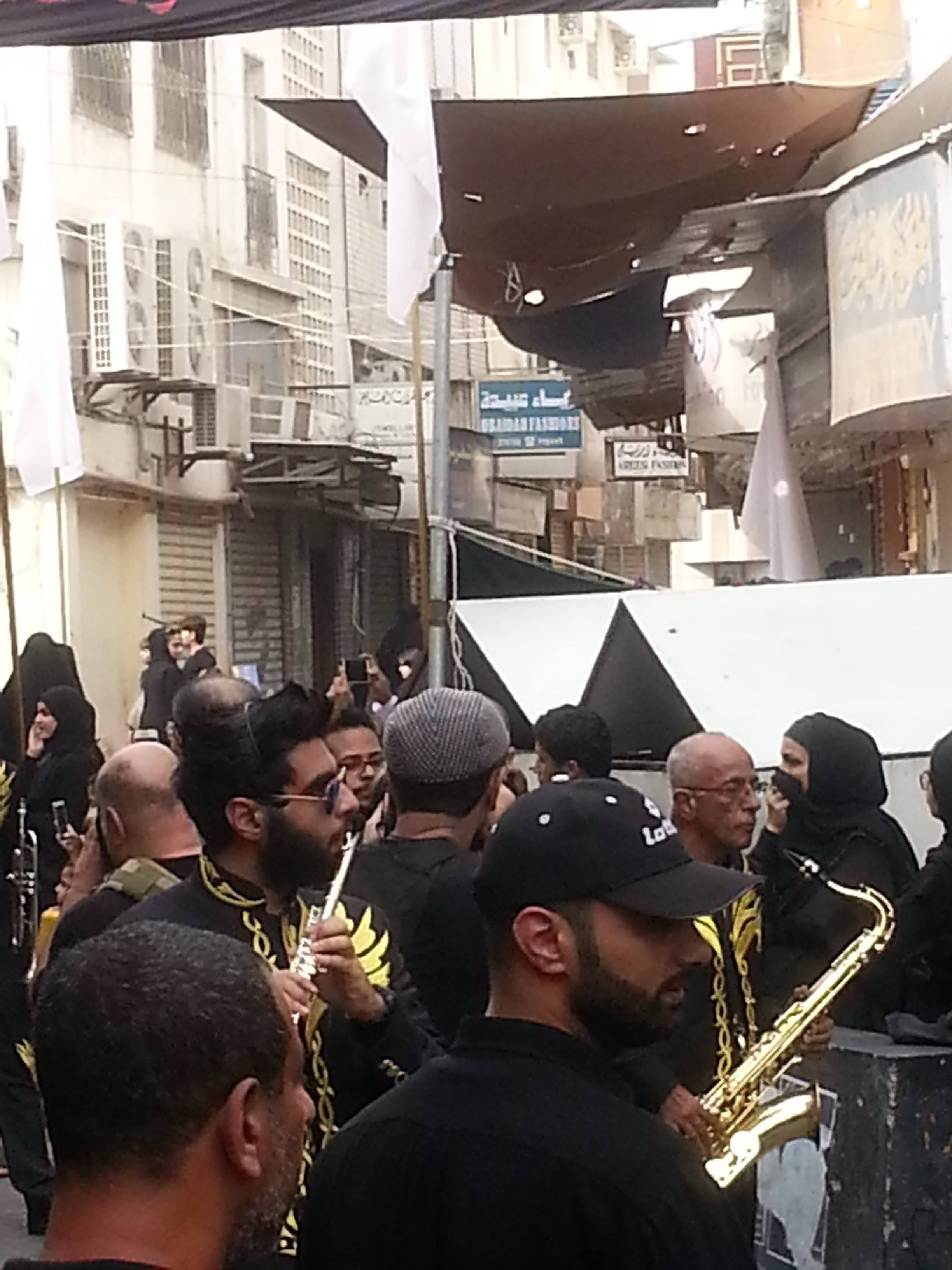
رژه محرم ایرانیان بحرین (سال ۲۰۱۴ میلادی)
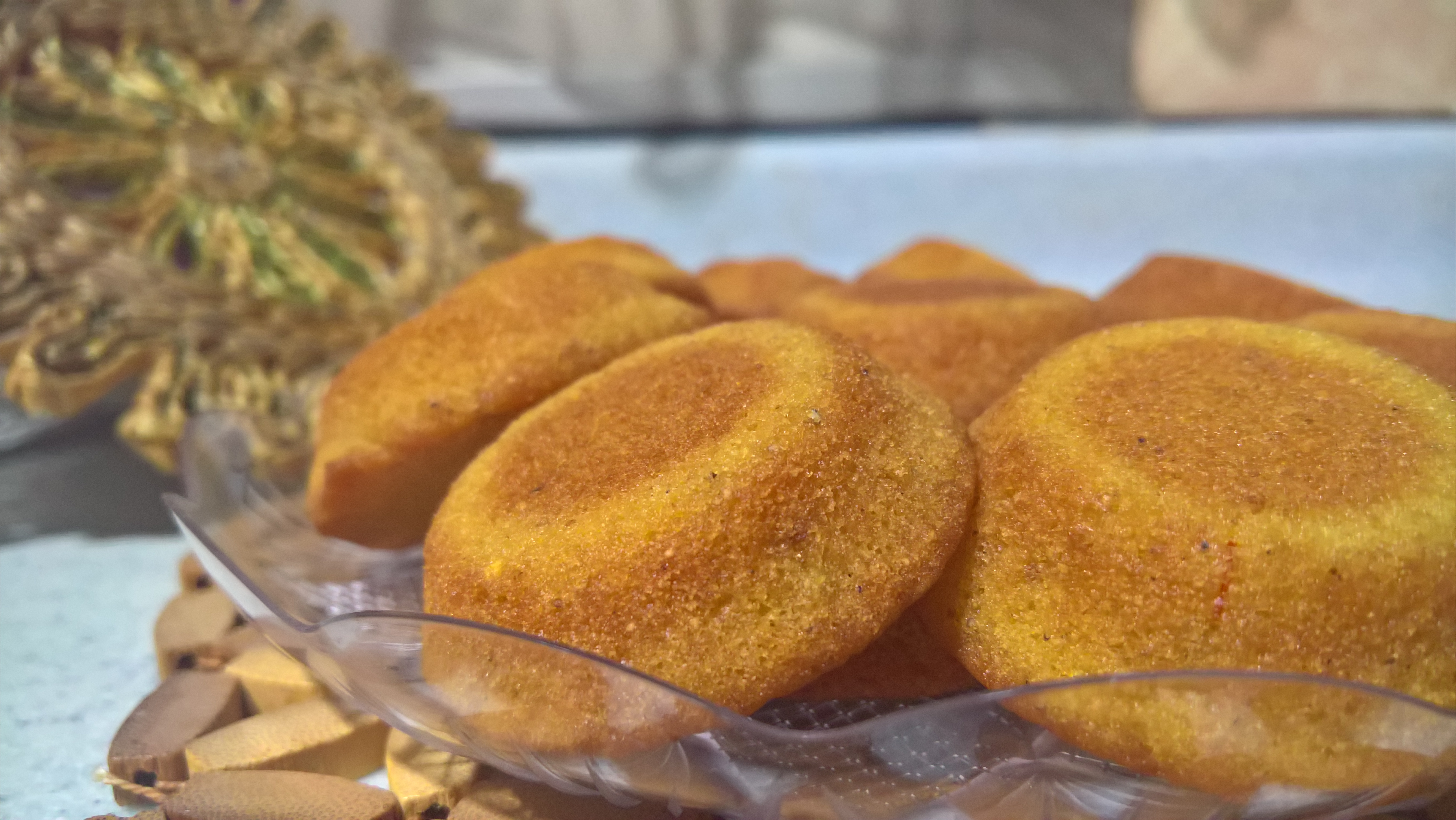
شیرینی هرمزگانی (خودمونی/اچمی) که در‌بحرین رایج‌ است
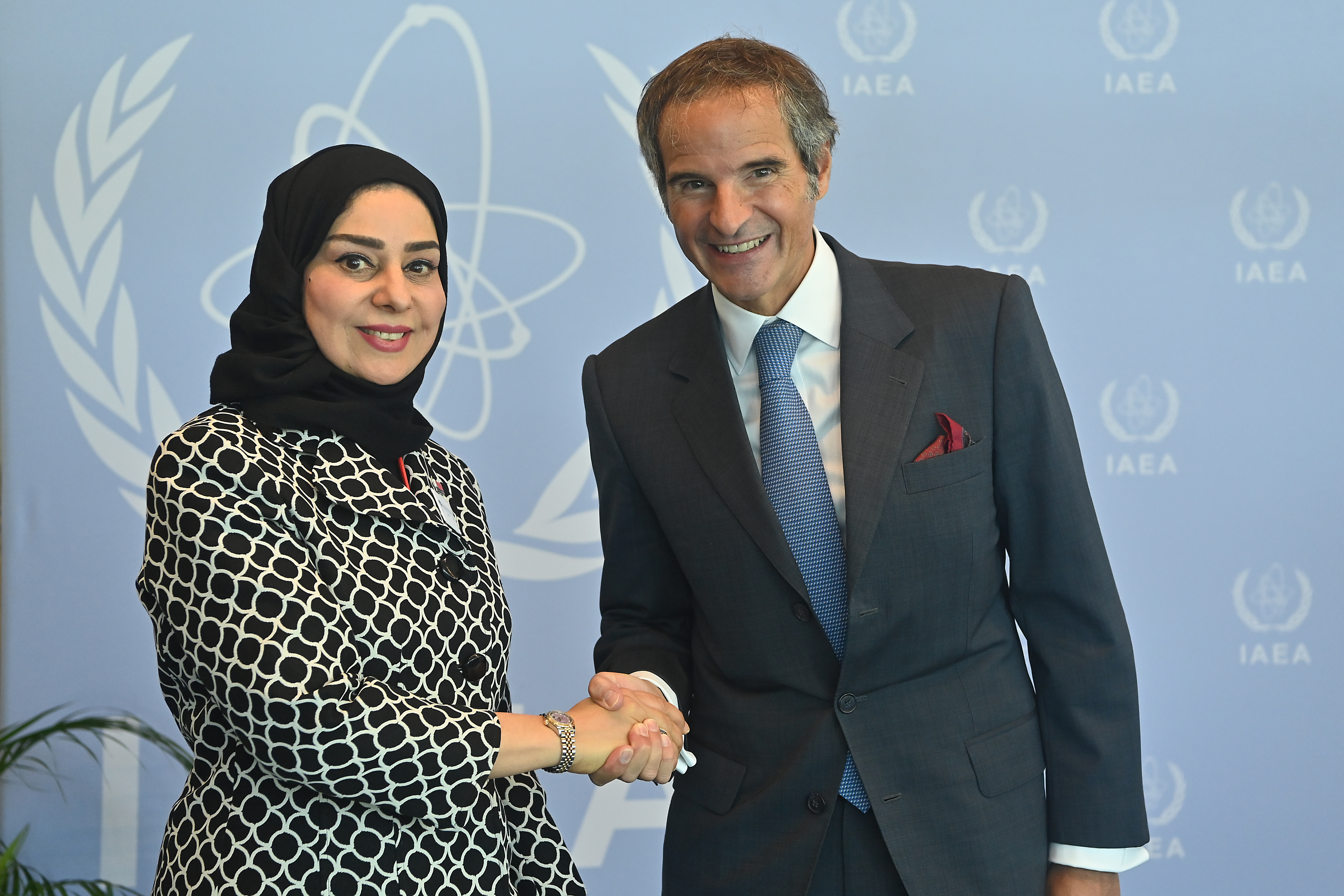
فوزية عبدالله زينل
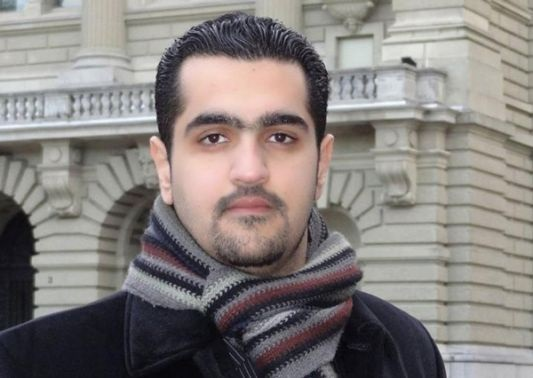
حسین جواد پرویز
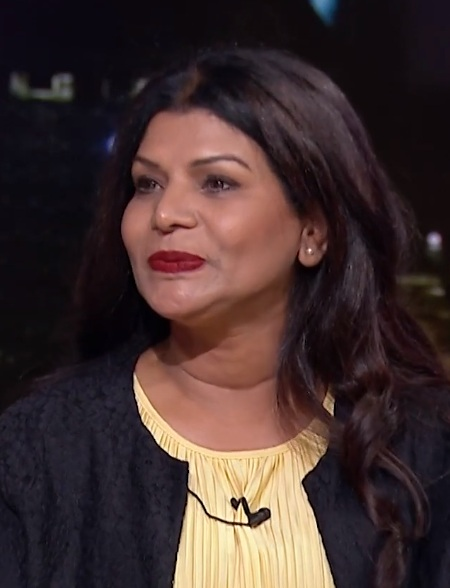
نوره البلوشی - بازیگر بحرینی (بلوچ)
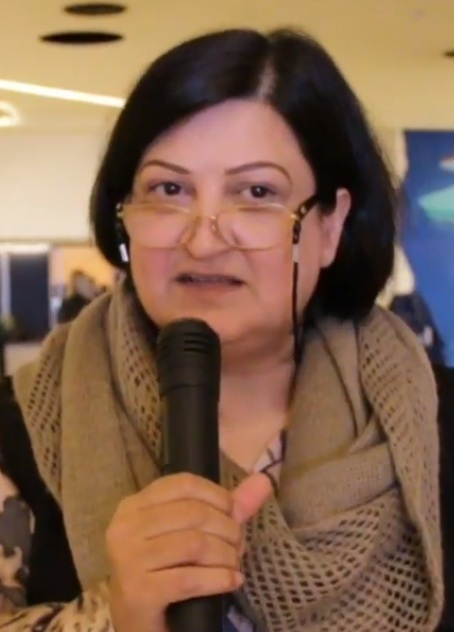
همسر ابراهیم شریف، عضو سابق "وعد"
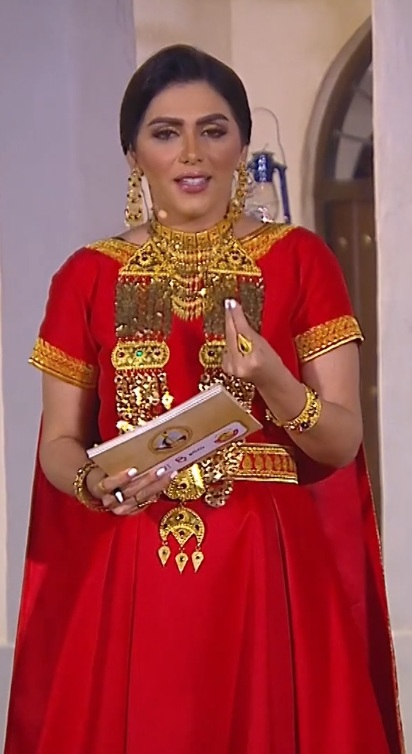
نیلا جناحی، مجری تلویزیون بحرین (اچمی)
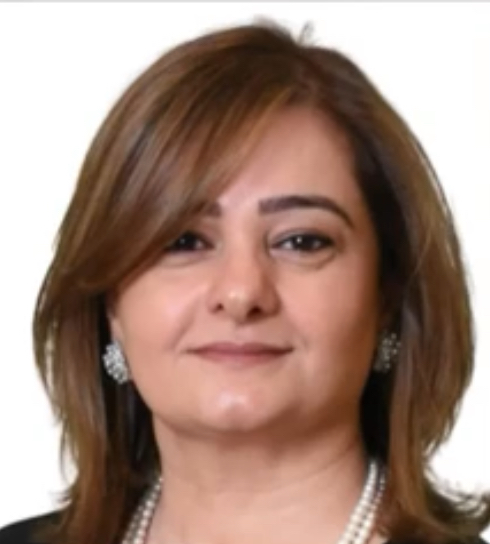
سونیا جناحی (اچمی)
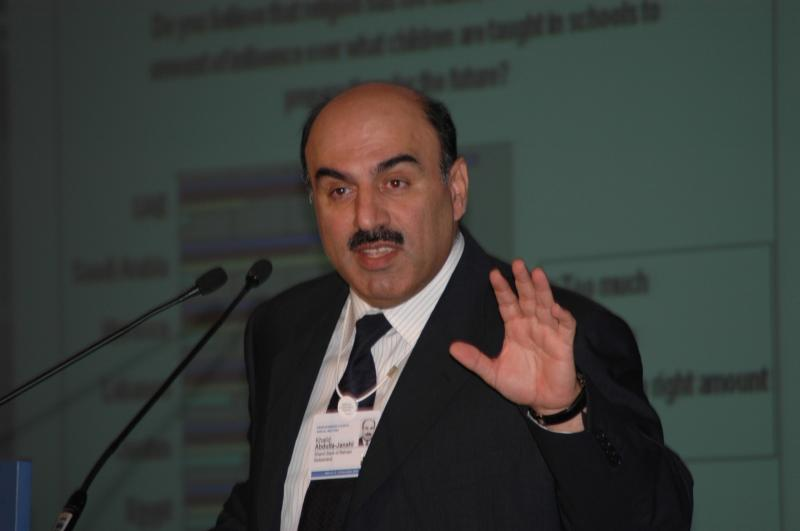
خالد جناحی
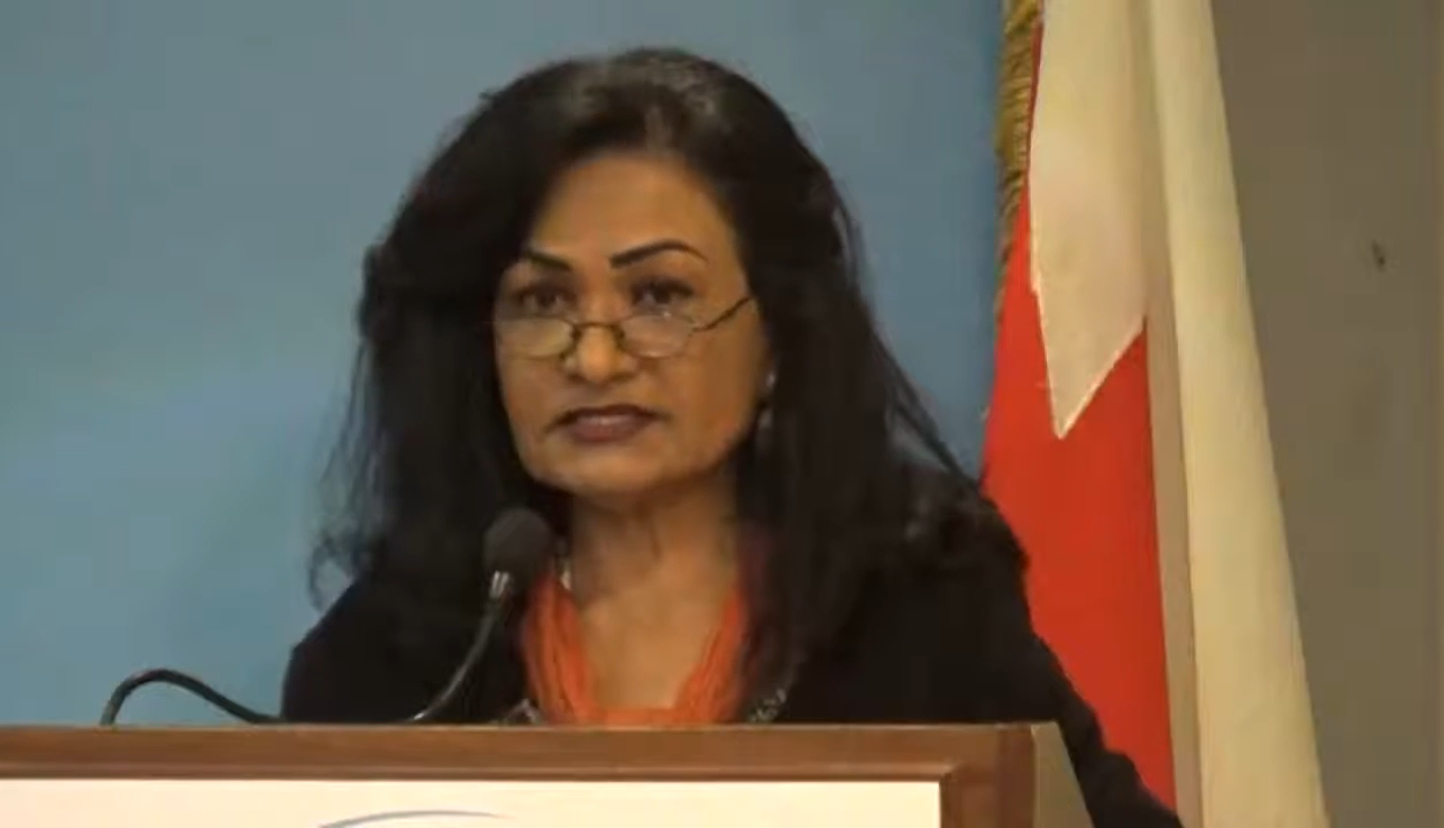
ایمان اسیری
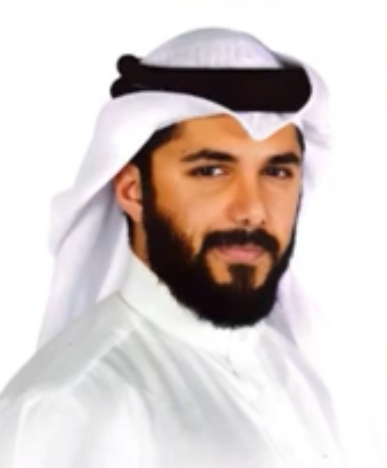
محمد فلامرزی
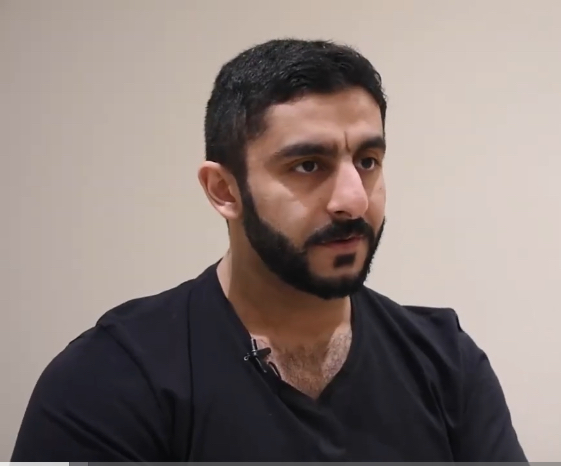
احمد البستکی، هنرمند (نقاشگر) بحرینی (اچمی)
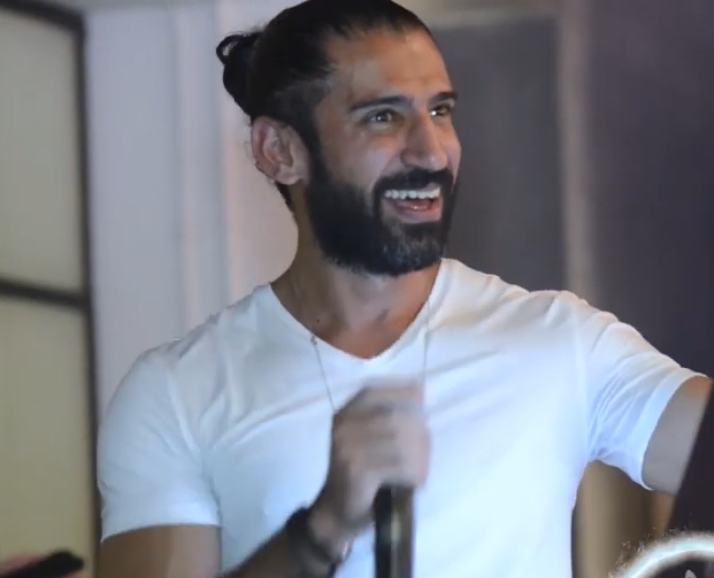
خواننده بحرینی خالد فؤاد
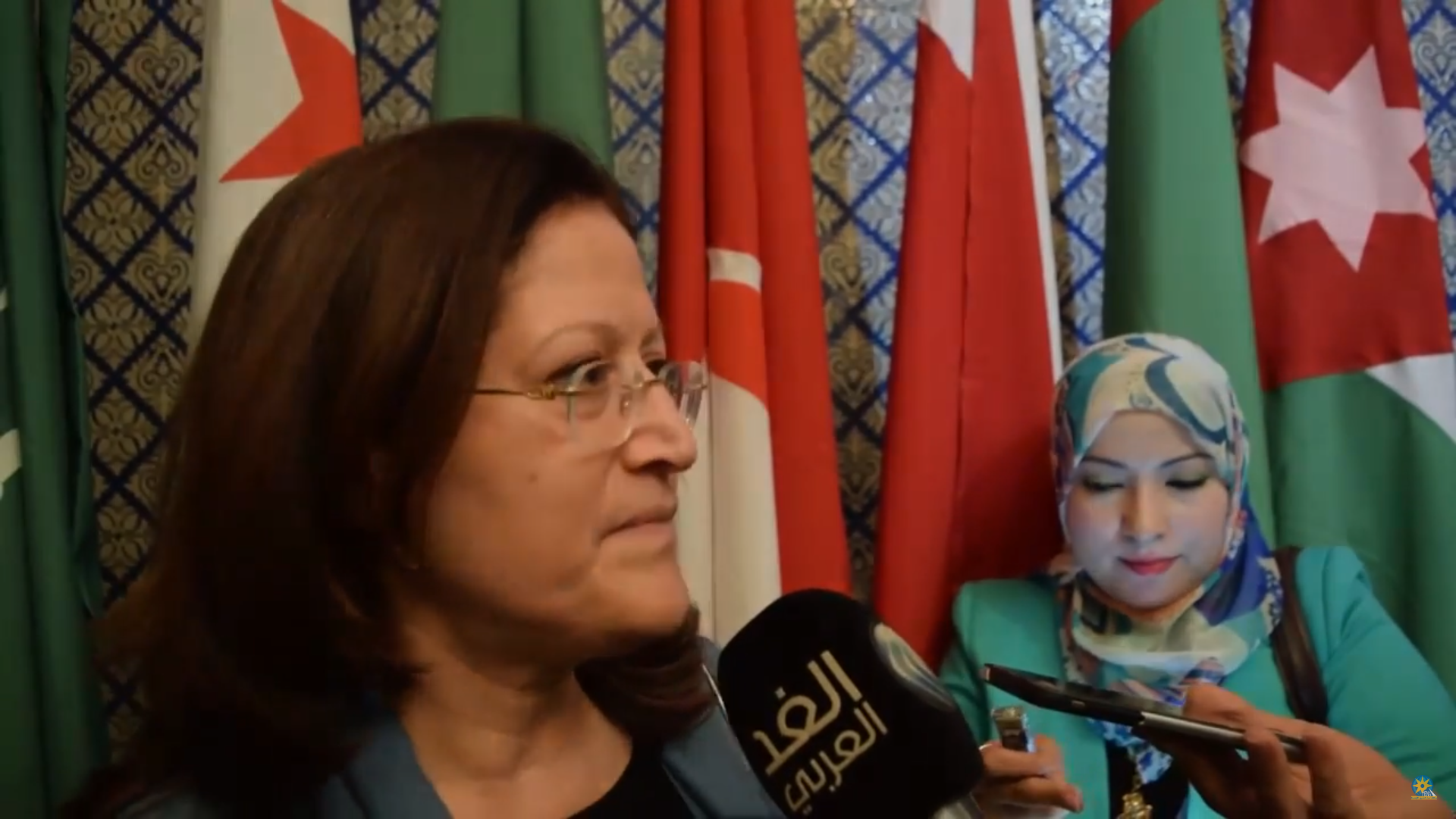
سمیره رجب
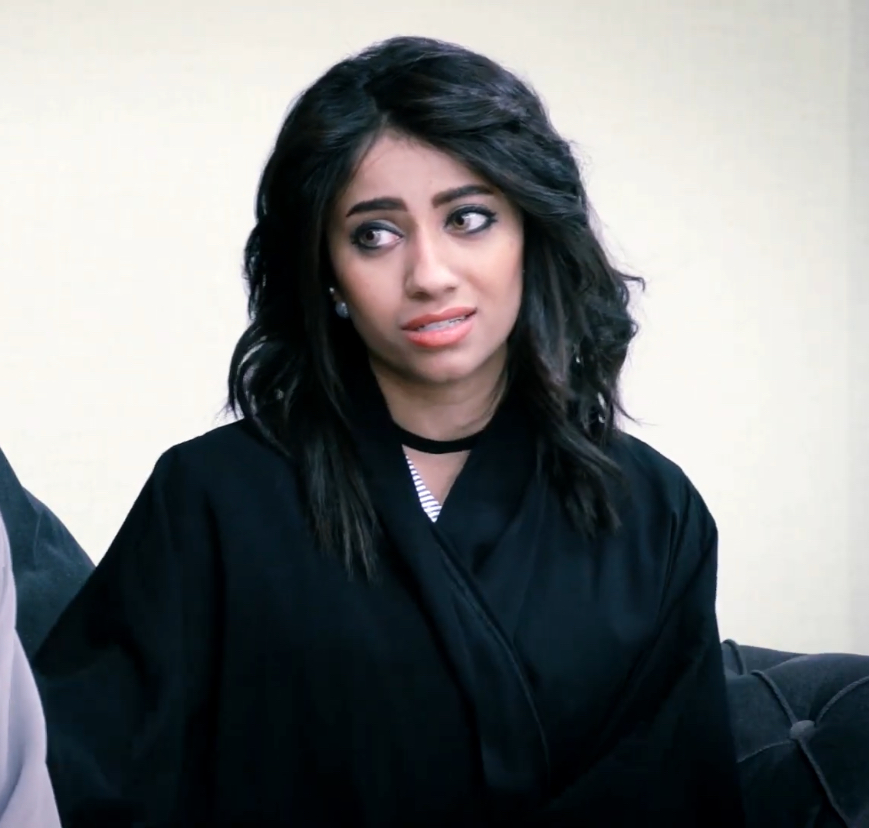
فاطمه کازرونی
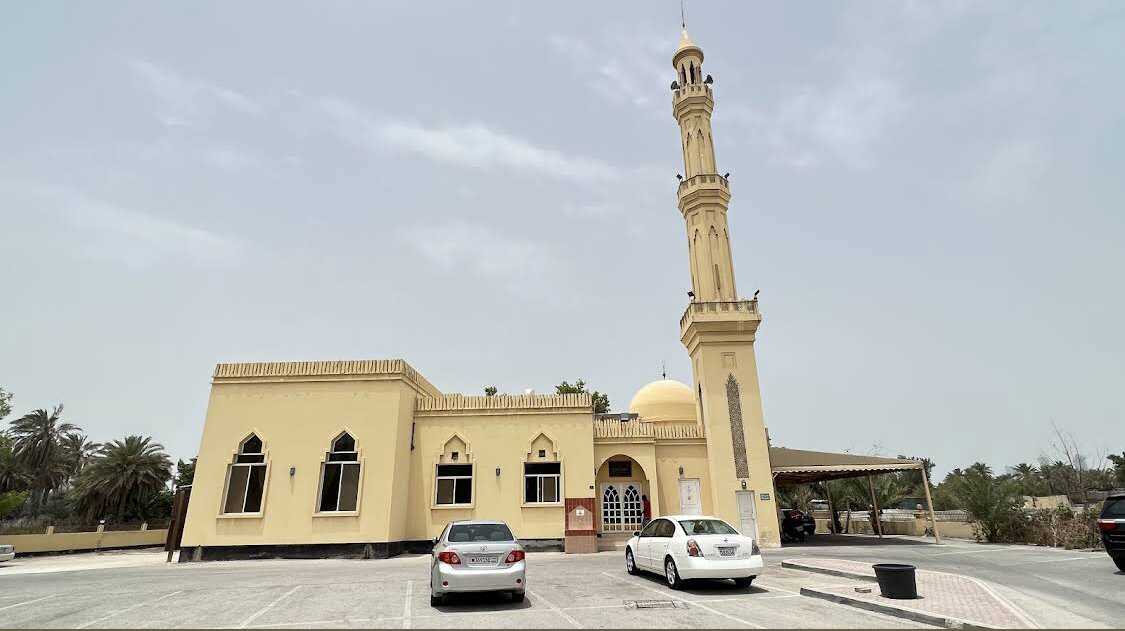
مسجد السدهي

## پیوند به خارج
- آرشیو خانواده بوشهری بر انستگرام